# Budismo
El budismo es una religión y una filosofía espiritual perteneciente a la familia dhármica y sramánica. Puede ser considerada una religión «transteísta», lo que significa que sus practicantes no tienen ni siguen a un dios todopoderoso. Se centra en buscar la paz, la armonía, la tranquilidad y el equilibrio. Comprende una variedad de tradiciones, creencias religiosas y prácticas espirituales atribuidas a Buda Gautama y budas posteriores (dependiendo de cada camino). El budismo es la cuarta religión más numerosa del mundo, con más de 500 millones de adeptos, o el 7 % de la población mundial.
El budismo se originó en la India, específicamente al sur de Nepal, entre los siglos VI y IV a. C., desde donde se extendió a gran parte del este de Asia y declinó su práctica en el país de origen durante la Edad Media.
La mayoría de las tradiciones del budismo y la filosofía budista comparten el objetivo de superar el sufrimiento (dukkha) y el ciclo de muerte y renacimiento (samsara), ya sea por el logro del nirvana o por el camino de la budeidad. Las escuelas budistas varían en su interpretación del camino hacia la liberación, la importancia relativa y la canonicidad asignadas a los diversos textos budistas, y sus enseñanzas y prácticas específicas. Las prácticas ampliamente observadas incluyen refugiarse en el buda, el dharma y la sangha, la observancia de los preceptos morales, el monasticismo, la meditación y el cultivo de los pāramitās (perfecciones o virtudes).
Existen dos ramas principales del budismo, la del theravāda (‘doctrina de los ancianos’) y la del mahāyāna (‘el gran vehículo’), y dos ramas más pequeñas, el vajrayāna ('vehículo del vajra') y el navayāna ('nuevo vehículo').
El budismo theravāda es dominante en Sri Lanka y el sudeste asiático, como en Camboya, Laos, Birmania y Tailandia. El  mahayana, que incluye las tradiciones de la tierra pura, el zen, el budismo nichiren, el shingon y la escuela tiantai (tendai), se encuentra en todo el este de Asia.
Vajrayana, un conjunto de enseñanzas atribuidas a adeptos indios, puede verse como una rama separada o como un aspecto del budismo mahayana. El budismo tibetano, que conserva las enseñanzas vajrayana de la India del siglo VIII, se practica en los países de la región del Himalaya, Mongolia y Kalmukia.

## Historia

### El Buda histórico
El budismo se basa en las enseñanzas de un maestro espiritual y filósofo mendicante llamado "el Buda" ("el Despierto", c. siglo V al IV siglo a. C.). Los primeros textos budistas tienen el apellido de Buda como "Gautama" (Pali: Gotama). Los detalles de la vida de Buda se mencionan en muchos textos budistas tempranos, pero son escasos y las fechas precisas son inciertas.

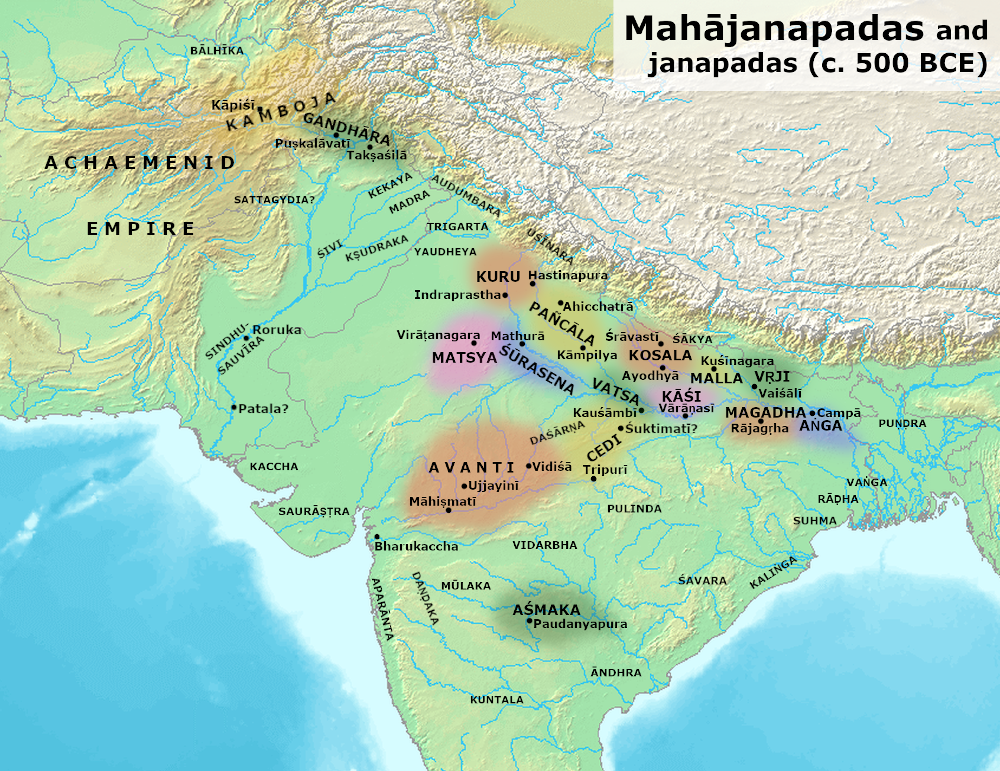
Antiguos reinos y ciudades de la India durante la época de Buda (circa 500 a. C.)

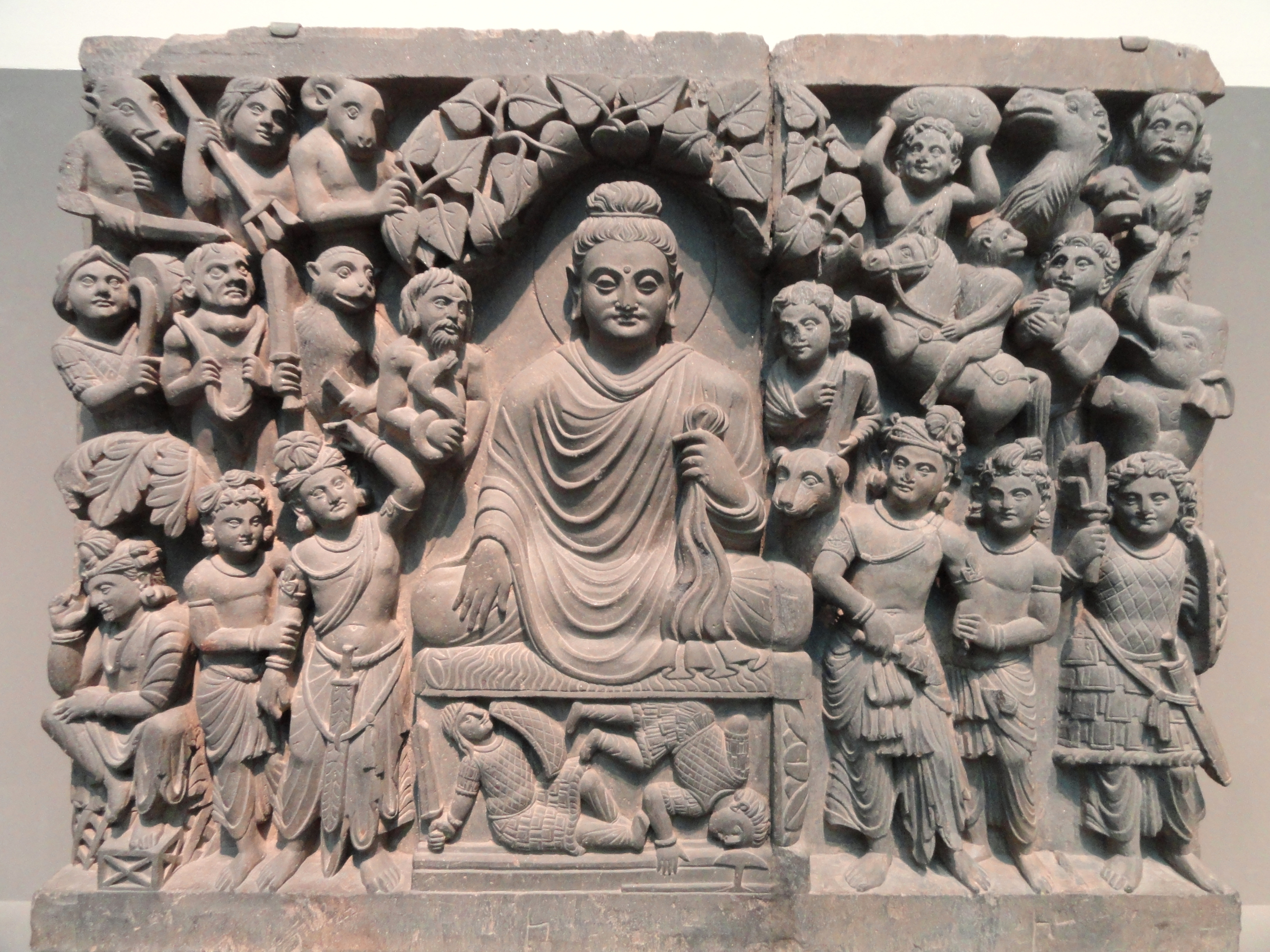
Despertar del Buda, dinastía Kushan, finales del a principios del, Gandhara.

La evidencia de los primeros textos sugiere que nació en Lumbini y creció en Kapilavastu, una ciudad en la llanura del Ganges, cerca de la moderna frontera entre Nepal y la India, y que pasó su vida en lo que ahora son los modernos Bihar y Uttar Pradesh. Nació en una familia de élite de la tribu Shakya, que estaba gobernada por una pequeña oligarquía o un consejo similar a una república.
Según textos tempranos como el Pali Ariyapariyesanā-sutta ("El discurso sobre la noble búsqueda", MN 26) y su paralelo chino en MĀ 204, Gautama se conmovió por el sufrimiento de la existencia cíclica, por lo que empezó una búsqueda para la liberación del sufrimiento y el renacimiento.
Los primeros textos y biografías afirman que Gautama estudió por primera vez con dos maestros de meditación, Alara Kalama (sánscrito: Arada Kalama) y Uddaka Ramaputta (Udraka Ramaputra). Al encontrar que estas enseñanzas eran insuficientes para lograr su objetivo, recurrió a la práctica del ascetismo severo, que incluía un estricto régimen de ayuno y varias formas de control de la respiración. Esto tampoco alcanzó su objetivo, y luego recurrió a la práctica meditativa de "dhyana". Se sentó a meditar bajo un árbol de Ficus religiosa ahora llamado "el árbol de Bodhi" en la ciudad de Bodh Gaya y alcanzó el "Despertar" (bodhi).
Según varios textos tempranos como el Mahāsaccaka-sutta y el Samaññaphala Sutta, al despertar, el Buda adquirió una visión del funcionamiento del karma y sus vidas anteriores. También logró el fin de las impurezas mentales (asavas), el fin del sufrimiento y renacimiento en saṃsāra. Este evento también trajo certeza sobre el Camino Medio como el camino correcto de la práctica espiritual para terminar con el sufrimiento. Como un Buda completamente iluminado, atrajo seguidores y fundó una Sangha (orden monástica).
Pasó el resto de su vida enseñando el Dharma, que había descubierto, en todo el norte de la India, y luego murió, logrando el "nirvana final", a la edad de 80 años en Kushinagar, India.
A pesar de no ser considerado como un dios, en la tradición Gotama fue un ser humano que logró milagros como bilocación, levitación, telepatía, etcétera; por lo que alrededor de la figura de Buda existe mucha confusión sin saberse claramente si fue una persona común y corriente o un ser trascendental.

### Budismo temprano

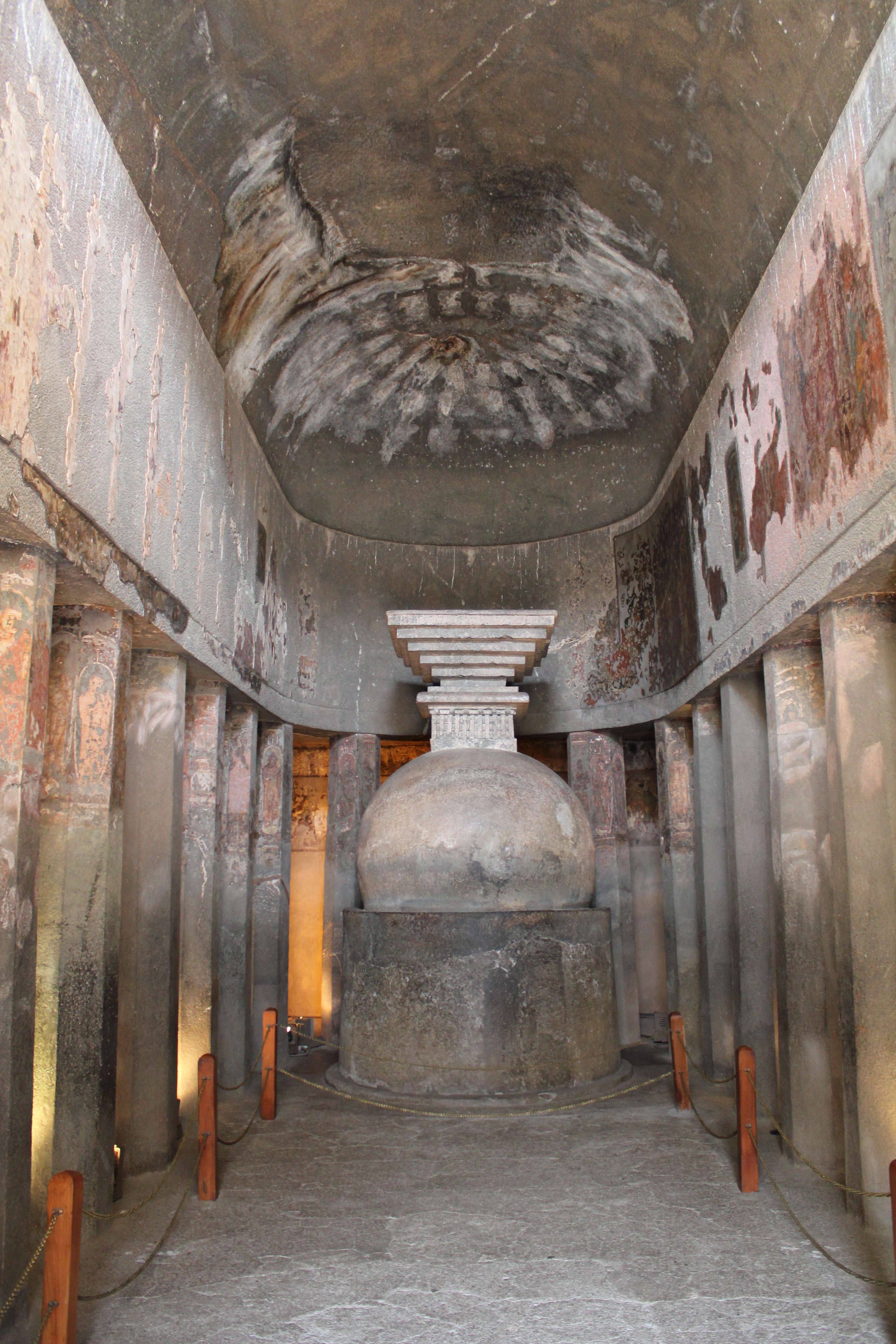
Una sala chaitya con una estupa, Cuevas de Ajanta (Cueva 9).

Las raíces del budismo se encuentran en el pensamiento religioso de la Edad de Hierro India a mediados del primer milenio antes de Cristo. Este fue un período de gran fermento intelectual y cambio sociocultural conocido como "la segunda urbanización", marcado por el crecimiento de las ciudades y el comercio, la composición de los primeros Upanishads y el surgimiento histórico de las tradiciones Śramaṇa como el Jainismo.
Los primeros textos budistas incluyen los cuatro principales Nikāyas Pali, sus Agamas paralelos que se encuentran en el canon chino (y otros textos fragmentarios paralelos) junto con el cuerpo principal de las reglas monásticas, que sobreviven en las diversas "patimokkhas". Sin embargo, estos textos fueron revisados con el tiempo, y no está claro qué constituye la primera capa textual. Un método para obtener información sobre el núcleo más antiguo del budismo es comparar las versiones existentes más antiguas de los diversos textos sobrevivientes.
Ciertas enseñanzas básicas aparecen en muchos lugares a lo largo de los primeros textos, lo que ha llevado a la mayoría de los estudiosos a concluir que Gautama Buda debe haber enseñado algo similar a las Cuatro Nobles Verdades, el Noble Sendero Óctuple, el Nirvana, las tres marcas de la existencia, los cinco agregados, la originacion dependiente, el karma y el renacimiento. Según N. Ross Reat, todas estas doctrinas son compartidas por los textos Theravada Pali y el Śālistamba Sūtra de la escuela Mahasamghika. Un estudio reciente de Bhikkhu Analayo concluye que Theravada Majjhima Nikaya y Sarvastivada Madhyama Agama contienen las mismas doctrinas principales.
Sin embargo, algunos estudiosos argumentan que el análisis crítico revela discrepancias entre las diversas doctrinas encontradas en estos primeros textos, y la autenticidad de ciertas enseñanzas y doctrinas como el karma y las cuatro nobles verdades han sido cuestionadas.

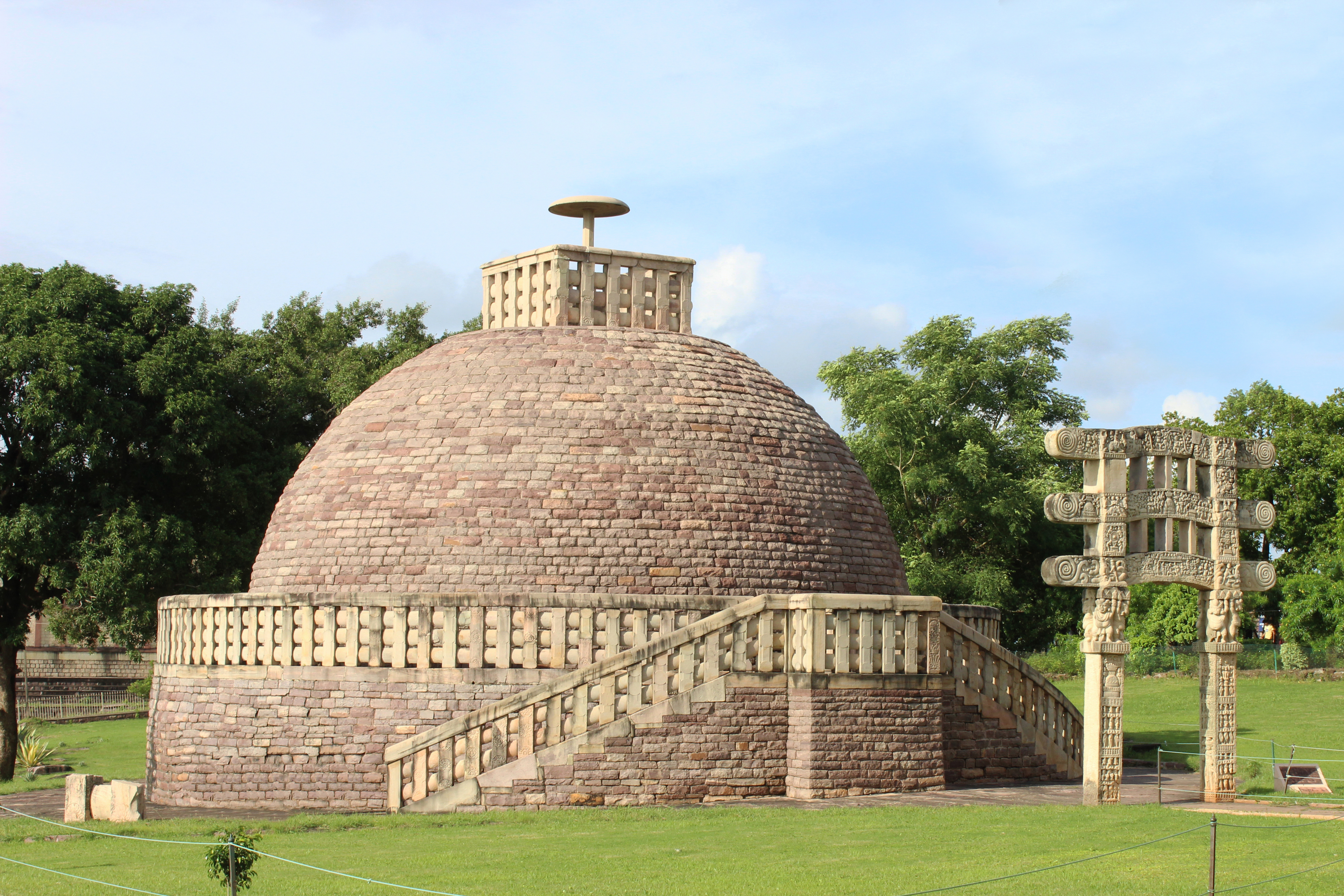
Sanchi, estupa N.º 2, Madhya Pradesh, India.

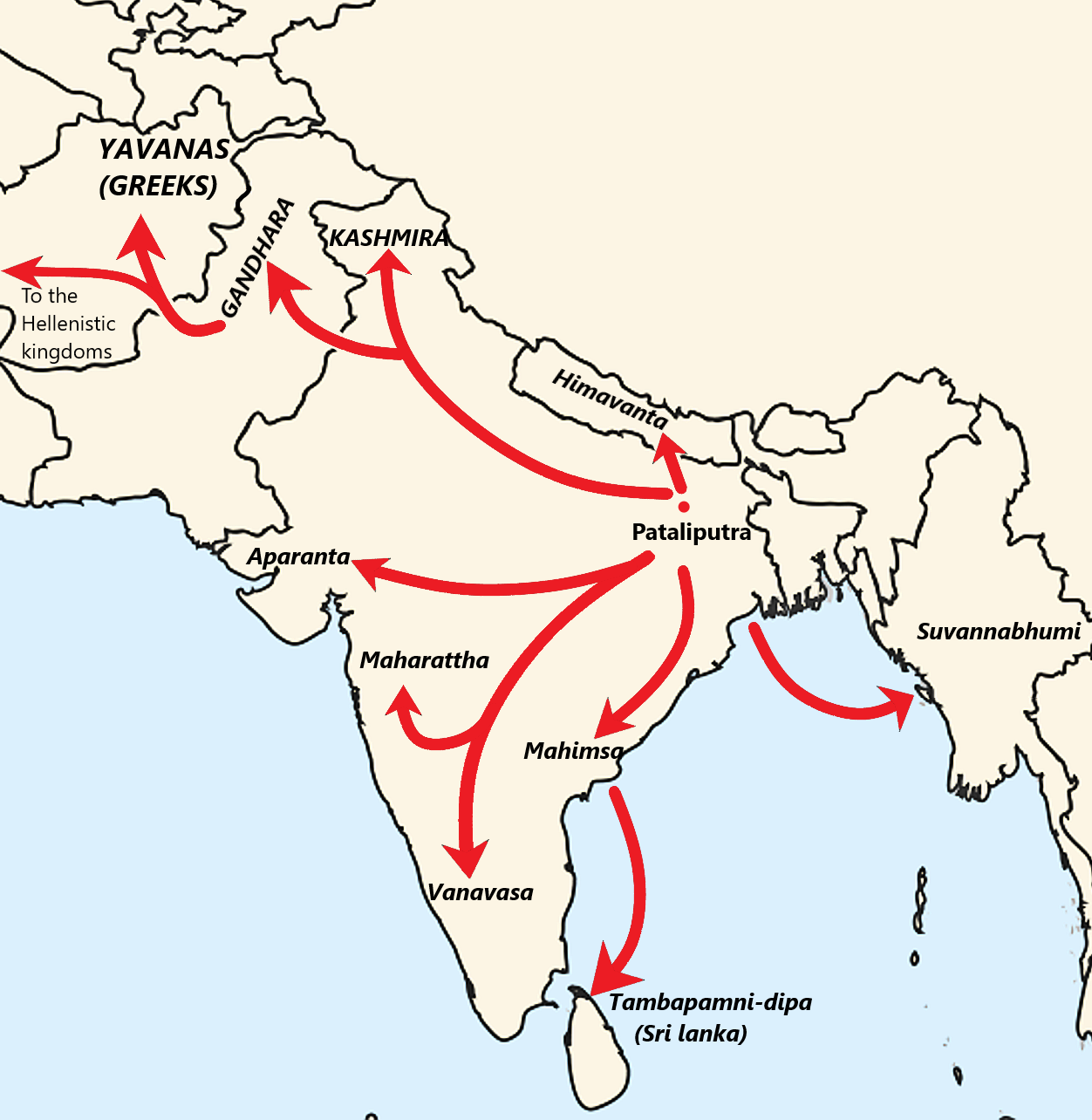
Mapa de las misiones budistas durante el reinado de Ashoka según los Edictos de Ashoka.

El budismo puede haberse extendido solo lentamente por toda la India hasta la época del emperador mauria Ashoka (304–232 a. C.), quien era un defensor público de la religión. El apoyo de Ashoka y sus descendientes condujo a la construcción de más estupas (como en Sanchi y Bharhut), templos (como el Templo Mahabodhi) y se extendió por todo el imperio Mauria y en tierras vecinas como Asia Central y Sri Lanka.
Durante y después del período de Mauria (322-180 a. C.), los cismas en la comunidad budista dieron lugar a varias escuelas, debido a la geografía, así como a disputas relacionadas con la disciplina monástica y la doctrina budista. Cada Saṅgha también comenzó a acumular su propia versión del Tripiṭaka ("canasta triple"). En su Tripiṭaka, cada escuela incluía los Suttas (discursos) del Buda, un Vinaya (regla monástica) y una canasta de Abhidharma, que eran textos sobre la clasificación escolástica detallada, resumen e interpretación de los Suttas. Los detalles de la doctrina en los Abhidharmas de varias escuelas budistas difieren significativamente, y estos se compusieron a partir del siglo III a. C.

### Expansión del budismo

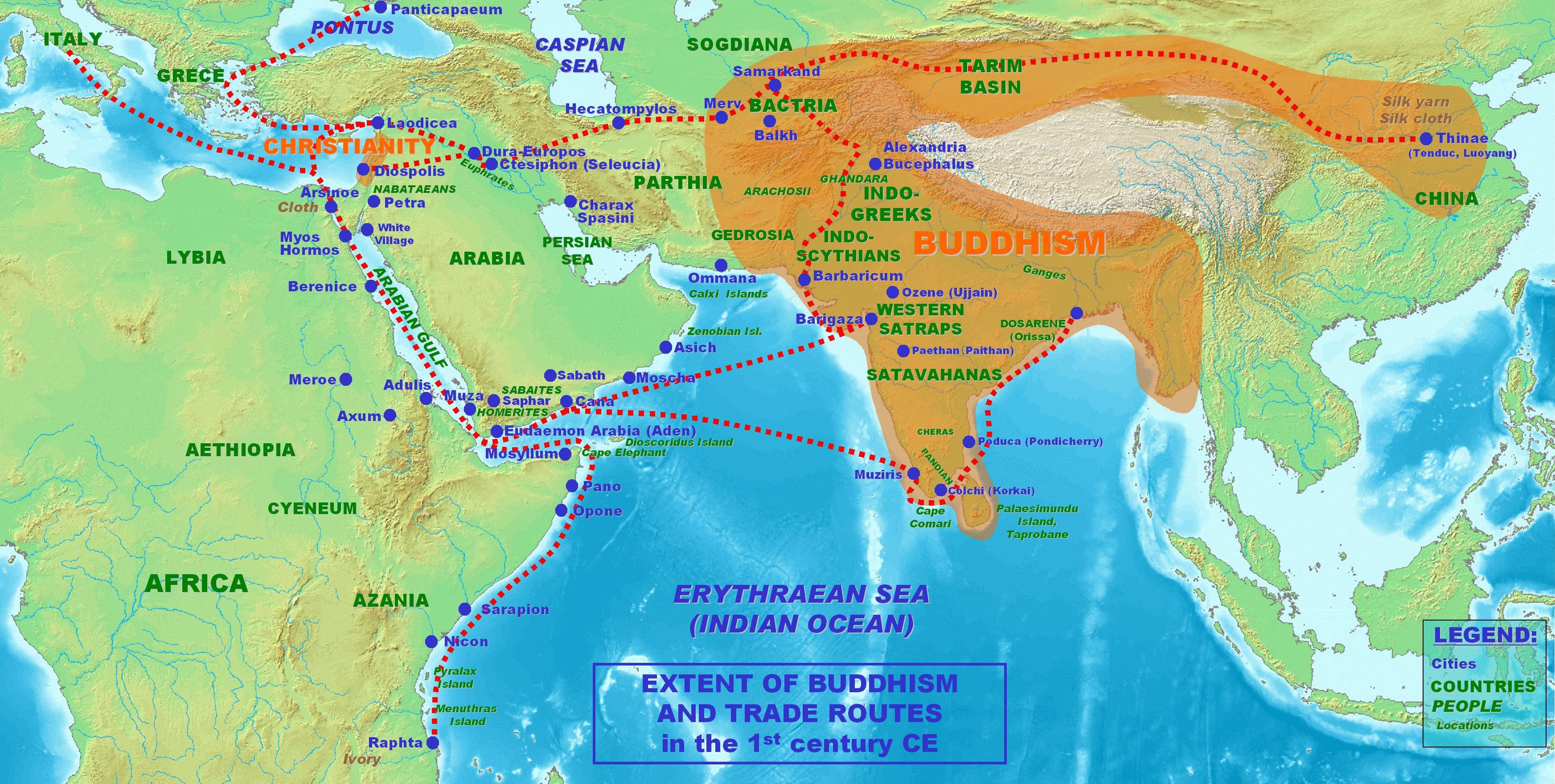
Alcance del budismo y las rutas comerciales en el EC.

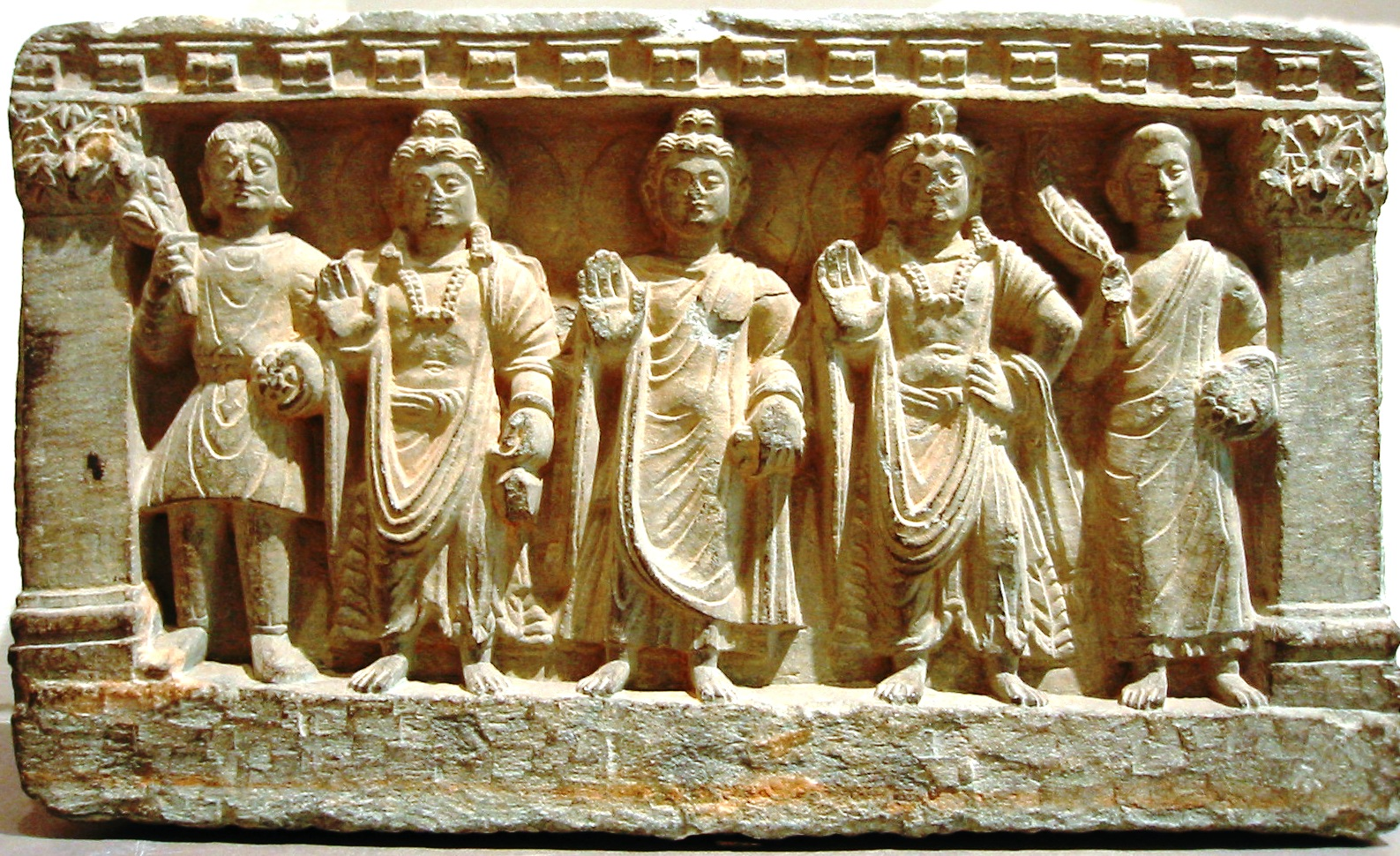
Una tríada budista que representa, de izquierda a derecha, un Kushan, el futuro Buda Maitreya, el Buda Gautama, el bodhisattva Avalokiteśvara y un monje. Segundo a tercer siglo, Museo Guimet.

El imperio Kushan (30–375 d. C.) llegó a controlar el comercio de la Ruta de la seda a través de Asia Central. Esto los llevó a interactuar con el budismo de Gandhara y el Grecobudismo de Bactriana. Los Kushans patrocinaron el budismo en todas sus tierras, y muchos centros budistas fueron construidos o renovados, especialmente por el emperador Kanishka (128-151 d. C.). El apoyo Kushan ayudó al budismo a expandirse a una religión mundial a través de las rutas comerciales. El budismo se extendió a Khotan, a la cuenca del Tarim y a China (al menos para el siglo II EC).
Tras convertirse en una religión importante en China, el budismo chino se exportó al resto de Asia Oriental. Desde China, el budismo se introdujo a Corea (en siglo IV), a Japón (siglos VI-VII) y a Vietnam (siglos IX-II). En cada una de estas regiones, el budismo desarrolló sus propias características y tradiciones, convirtiéndose en el budismo japonés y el budismo coreano.
La escuela Theravada llegó a Sri Lanka en el siglo III a. C. Sri Lanka se convirtió en una base para su posterior expansión al sudeste asiático después del siglo V d. C. El budismo Theravada fue la religión dominante en Birmania durante el Reino Hanthawaddy (1287-1552). También se hizo dominante en el Imperio Jemer durante los siglos XIII y XIV y en el Reino Sukhothai de Tailandia durante el reinado de Ram Khamhaeng (1237 / 1247-1298).

### Mahāyāna

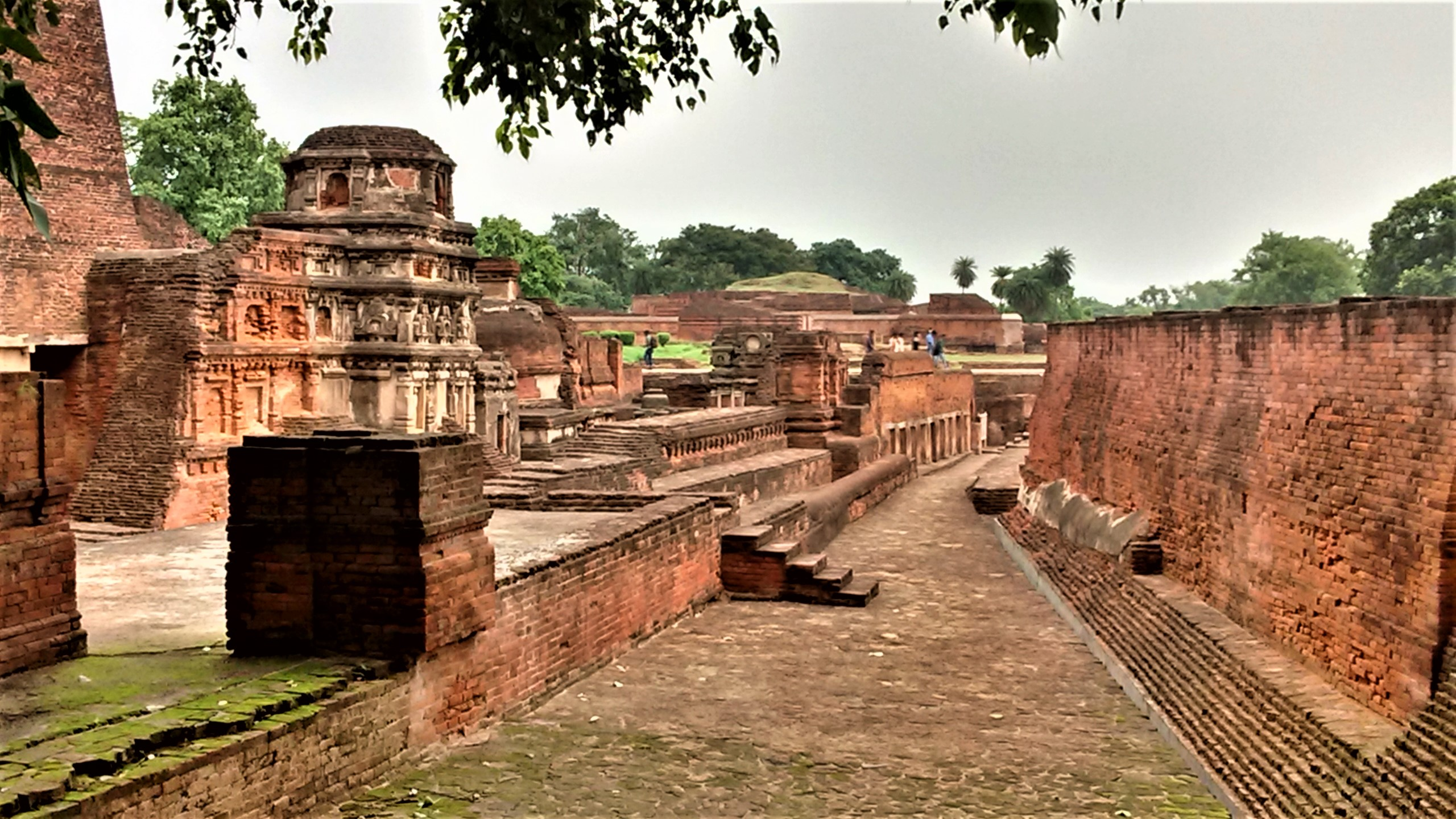
Sitio de la Universidad de Nalanda, un gran centro de pensamiento Mahāyāna.

Los orígenes del budismo Mahāyāna ("Gran Vehículo") no se comprenden bien y hay varias teorías en competencia sobre cómo y dónde surgió este movimiento nuevo. Las teorías incluyen la idea de que comenzó como varios grupos que veneraban ciertos textos o que surgió como un movimiento ascético forestal. Las primeras obras de Mahāyāna se escribieron entre el siglo I a. C. y el siglo II d. C.
No hay evidencia de que Mahāyāna alguna vez se haya referido a una escuela separada o secta formal con un código monástico separado, sino que existió como un cierto conjunto de ideales y doctrinas posteriores para bodhisattvas. Mahāyāna inicialmente parece haber seguido siendo un pequeño movimiento minoritario que estaba en tensión con otros grupos budistas, luchando por la aceptación entre la mayoría. Sin embargo, durante los siglos V y VI d. C., parece haber habido un rápido crecimiento del budismo Mahāyāna, que se muestra por un gran aumento en la evidencia epigráfica y manuscrita. Sin embargo, seguía siendo una minoría en comparación con otras escuelas budistas.

### Budismo indio medieval

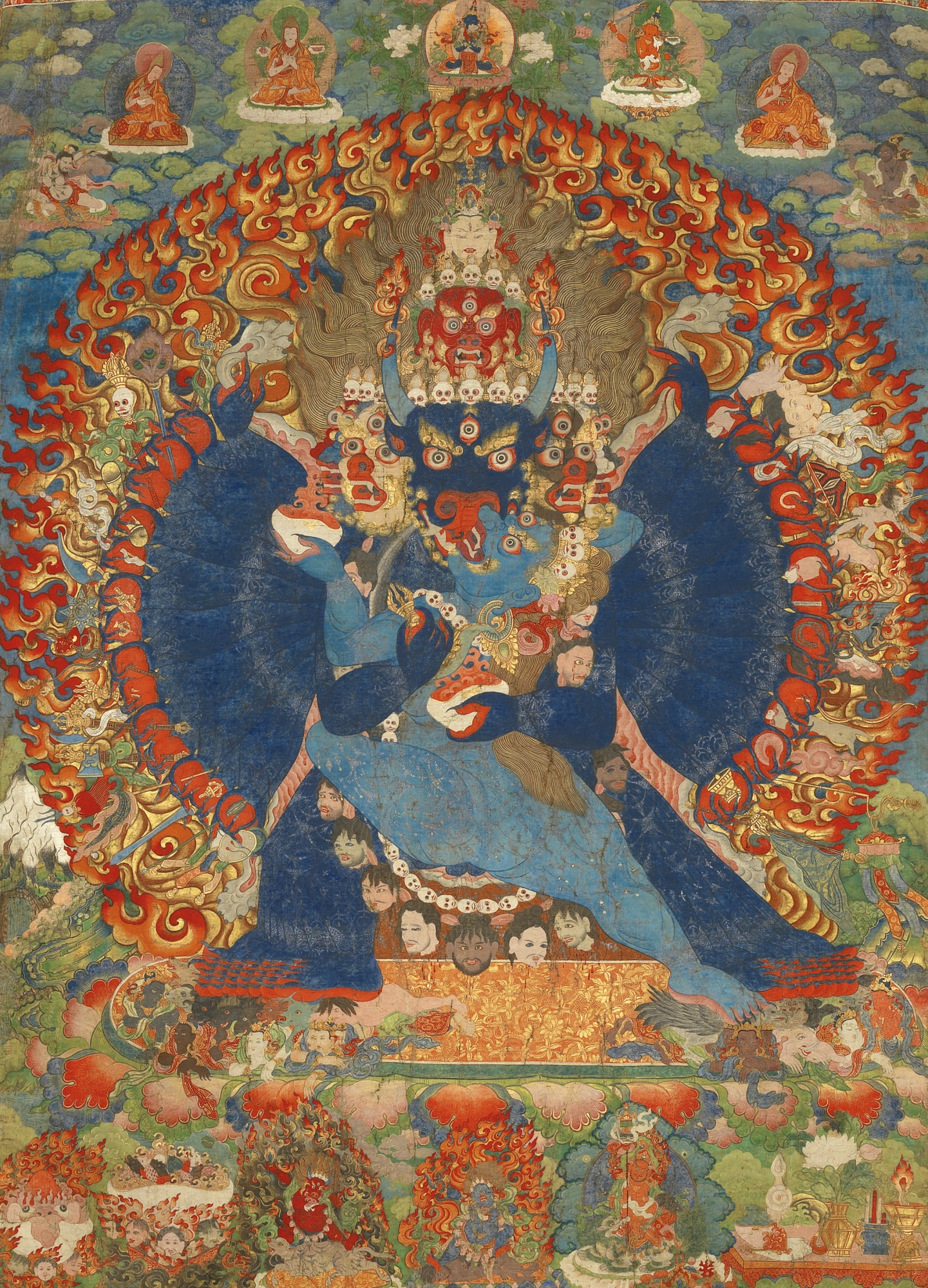
Vajrayana adoptó deidades como Bhairava, conocido como Yamantaka en el budismo tibetano.

Durante el período Gupta (siglos IV-VI) y el imperio de Harṣavardana (c. 590-647), el budismo continuó siendo influyente en la India, y las grandes instituciones de aprendizaje budista como las universidades Nalanda y Valabhi estaban en su apogeo. El budismo también floreció bajo el apoyo del Imperio Pāla (siglos VIII-XII).
Durante este período de Mahāyāna tardío, se desarrollaron cuatro tipos principales de pensamiento: Mādhyamaka, Yogācāra, Naturaleza de buda (Tathāgatagarbha) y la escuela de Pramana de Dignaga. Bajo las dinastías Gupta y Pala, el budismo tántrico o Vajrayana se desarrolla. Promovió nuevas prácticas, como el uso de mantras, dharanis, mudras, mandalas y la visualización de deidades y budas. También se desarrolló una nueva clase de literatura, los tantras budistas. Esta nueva forma de budismo esotérico se remonta a grupos de magos yoguis errantes llamados mahasiddhas.
Ya durante esta era posterior, el budismo estaba perdiendo el apoyo estatal en otras regiones de la India, incluidas las tierras de las siguientes dinastías: los Karkotas, los Pratiharas, los Rashtrakutas, los Pandyas y los Pallavas. Esta pérdida de apoyo a favor de las religiones hindúes como el vaishnavismo y el shaivismo, es el comienzo del largo y complejo período del declive del budismo en el subcontinente indio. Las invasiones islámicas y la conquista de la India (siglos X al XII) dañaron y destruyeron a muchas instituciones budistas, lo que llevó a su eventual desaparición de la India por el siglo XII.

### Era Moderna

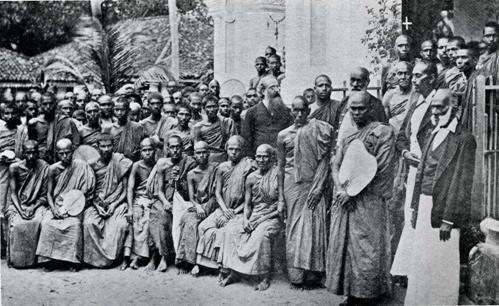
Budistas cingaleses y Henry Olcott en Colombo (1883).

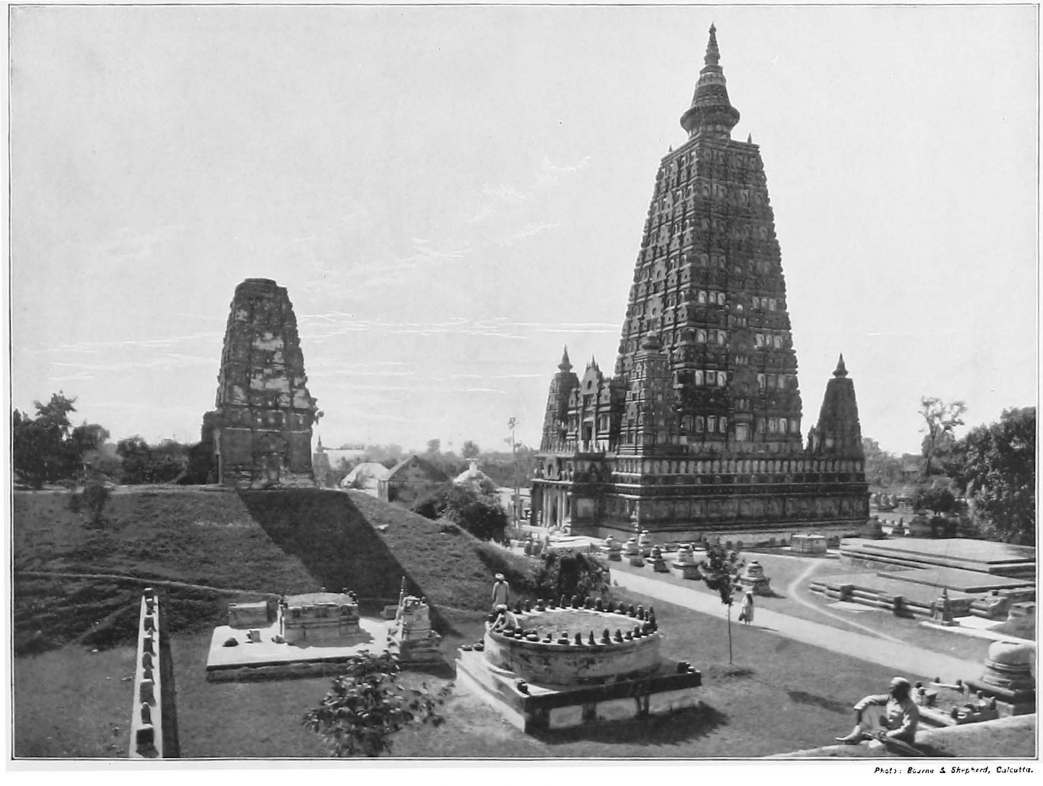
El templo Mahabodhi en 1899, poco después de su restauración en la década de 1880

El budismo ha enfrentado varios desafíos y cambios durante la colonización de los estados budistas por parte de los países cristianos y su persecución bajo los estados modernos. Tras un primer contacto con Occidente en el siglo XIII (por medio de viajeros como Marco Polo o Rubruquis), en el siglo XVII se intensificó la llegada de misioneros europeos —principalmente jesuitas— que ofrecían del budismo una imagen negativa, interpretándola como «religión del vacío» y de «negación de Dios».
Una respuesta a algunos de estos desafíos se ha llamado el modernismo budista. Las primeras figuras modernistas budistas, como el converso estadounidense Henry Olcott (1832-1907) y Anagarika Dharmapala (1864-1933), reinterpretaron y promovieron el budismo como una religión racional que consideraban compatible con la ciencia moderna.
En el siglo XIX, el budismo comenzó a ser estudiado por eruditos occidentales. Fue el trabajo de eruditos pioneros como Eugène Burnouf, Max Müller, Hermann Oldenberg y Thomas William Rhys Davids lo que allanó el camino para los estudios budistas modernos. Este período también vio a los primeros conversos occidentales al budismo, como Helena Blavatsky y Henry Steel Olcott.
Mientras tanto, el budismo del este asiático sufrió bajo varias guerras que asolaron China durante la era moderna, como la rebelión Taiping y la Segunda Guerra Mundial (que también afectó al budismo coreano). Durante el período republicano (1912–49), figuras como Taixu (1899–1947) desarrollaron un nuevo movimiento llamado "budismo humanista", y aunque las instituciones budistas fueron destruidas durante la Revolución Cultural (1966–76), ha habido un renacimiento de la religión en China después de 1977. El budismo japonés también pasó por un período de modernización durante el período Meiji. Mientras tanto, en Asia Central, la llegada de la represión comunista al Tíbet (1966-1980) y Mongolia (entre 1924-1990) tuvo un fuerte impacto negativo en las instituciones budistas, aunque la situación ha mejorado un poco desde los años 80 y 90.
Después de la Segunda Guerra Mundial, la inmigración desde Asia, la globalización, la secularización de la cultura occidental y un renovado interés en el budismo entre la contracultura de los años 60 llevaron a un mayor crecimiento en las instituciones budistas occidentales.

## Creencias
A pesar de una enorme variedad en las prácticas y manifestaciones, las escuelas budistas comparten varios principios filosóficos entre sí. Todos los elementos de las enseñanzas filosóficas fundamentales se caracterizan por estar estrechamente interrelacionados y contenidos en otros, por lo que para alcanzar su entendimiento se necesita una visión holística de su conjunto. Además, se suele subrayar el hecho de que todas las enseñanzas están orientadas a guiar o señalar el dharma, es decir, la ley universal u orden cósmico, del cual debe darse cuenta el mismo practicante.
Aunque el budismo tiene un vasto número de escrituras y prácticas, el núcleo del budismo, las Cuatro nobles verdades y el Noble camino óctuple, son distinguidas en el mundo por no tener mención alguna de dioses o alguna noción de veneración a deidades. Son puramente éticas meditativas y directrices basadas en las verdades del sufrimiento psicológico debido a la impermanencia.
Si bien el budismo es considerado como religión no teísta, sí aceptan la creencia en realidades espirituales, como el renacimiento, el karma y la existencia de seres espirituales y deidades en el budismo, pero no rinden culto a los dioses que son vistos como de naturaleza impermanente, las deidades no son seres iluminados que han alcanzado la Iluminación, como los Budas, y no son considerados una "representación" de estos; su trato a estos difiere mucho del concepto tradicional occidental de deidad.

### Las Cuatro Nobles Verdades
Tras el despertar de Buda Gautama, el primer discurso (sutra) que dio fue a sus antiguos compañeros de meditación, en lo que se conoce como "la puesta en marcha de la rueda del dharma" (dhammacakkappavattana).[cita requerida] En este primer discurso, Buda Gautama establece las bases para la comprensión de la realidad del sufrimiento y su cese.[cita requerida]
Estas bases se conocen como "las Cuatro Nobles Verdades", las cuales constatan la existencia de lo que en el budismo se llama duḥkha; una angustia de naturaleza existencial.
1. Existe duḥkha: el sufrimiento, insatisfacción o descontento existen.

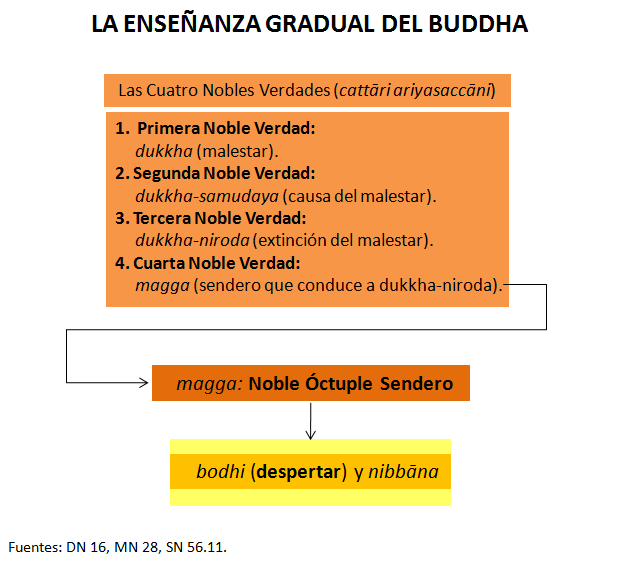
Las Cuatro Nobles Verdades según el Canon Pali

Duhkha es el concepto central del budismo y se traduce como la "incapacidad de satisfacer" y sufrimiento. La vida es imperfecta, la insatisfacción y el sufrimiento existen y son universales. Este es el punto de partida de la práctica budista. Esta verdad contiene las enseñanzas sobre las Tres Marcas de la Existencia. Como dice el Dhammacakkappavattana sutta: "El nacimiento es sufrimiento, la vejez es sufrimiento, la enfermedad es sufrimiento, la muerte es sufrimiento, asociarse con lo indeseable es sufrimiento, separarse de lo deseable es sufrimiento, no obtener lo deseado es sufrimiento. En breve, los cinco agregados de la adherencia son sufrimiento".
La orientación básica del budismo expresa que anhelamos y nos aferramos a situaciones y cosas impermanentes. Esto nos coloca en el estado de Samsara, el ciclo de repetidos renacimientos y muerte. Queremos alcanzar la felicidad mediante situaciones y bienes materiales que no son permanentes y, por tanto, no logramos la verdadera felicidad.
2. El origen del duhkha es el tṛṣṇā (en sánscrito: el deseo, el querer, el anhelo, la sed).
El sufrimiento se origina en el ansia que causan los deseos, los sentidos o el placer sensual, cualquier situación o condición placentera, buscando la satisfacción ahora aquí y después allí. Hay tres formas de anhelo: kama-tanha, anhelo de placeres sensoriales; bhava-tanha, anhelo a continuar el ciclo de vida y muerte; y vibhava-tanha, anhelo a no experimentar el mundo y sentimientos dolorosos. Creemos que algún acto, logro, objeto, persona o entorno nos llevarán a la satisfacción permanente del “yo”, cuando el "yo" en sí no es más que una fabricación impermanente de la mente. El apego y el anhelo producen karma, que nos ata al samsara, la ronda de la muerte y el renacimiento.
3. Existe un cese de duhkha, llamado nirvana: el sufrimiento puede extinguirse cuando se extingue su causa.
El sufrimiento se extingue con el abandono del anhelo, con la ausencia de pasión, el no albergar más. Esto es el nirvana. Esta verdad dice que es posible poner fin al sufrimiento. El nirvana es el "apagar" de nuestras vidas en samsara, tal como la llama de una vela que se extingue con el viento. Connota el fin del renacimiento.
4. Existe un Noble camino óctuple para lograr este cese: el método para extinguir al sufrimiento.
El budismo prescribe un método, o camino, con el que se intenta evitar los extremos de una búsqueda excesiva de satisfacción por un lado y de una mortificación innecesaria por el otro. Este camino comprende la sabiduría, la conducta ética y el entrenamiento o cultivo de la ‘mente y corazón‘ por medio de meditación, atención y la plena consciencia del presente de manera continua. Se requiere método y disciplina para eliminar la ignorancia, el anhelo y finalmente duhkha es el camino de la sabiduría, la ética y la meditación, expuesto de manera detallada en el Noble Camino.

### Saṃsāra y renacimiento

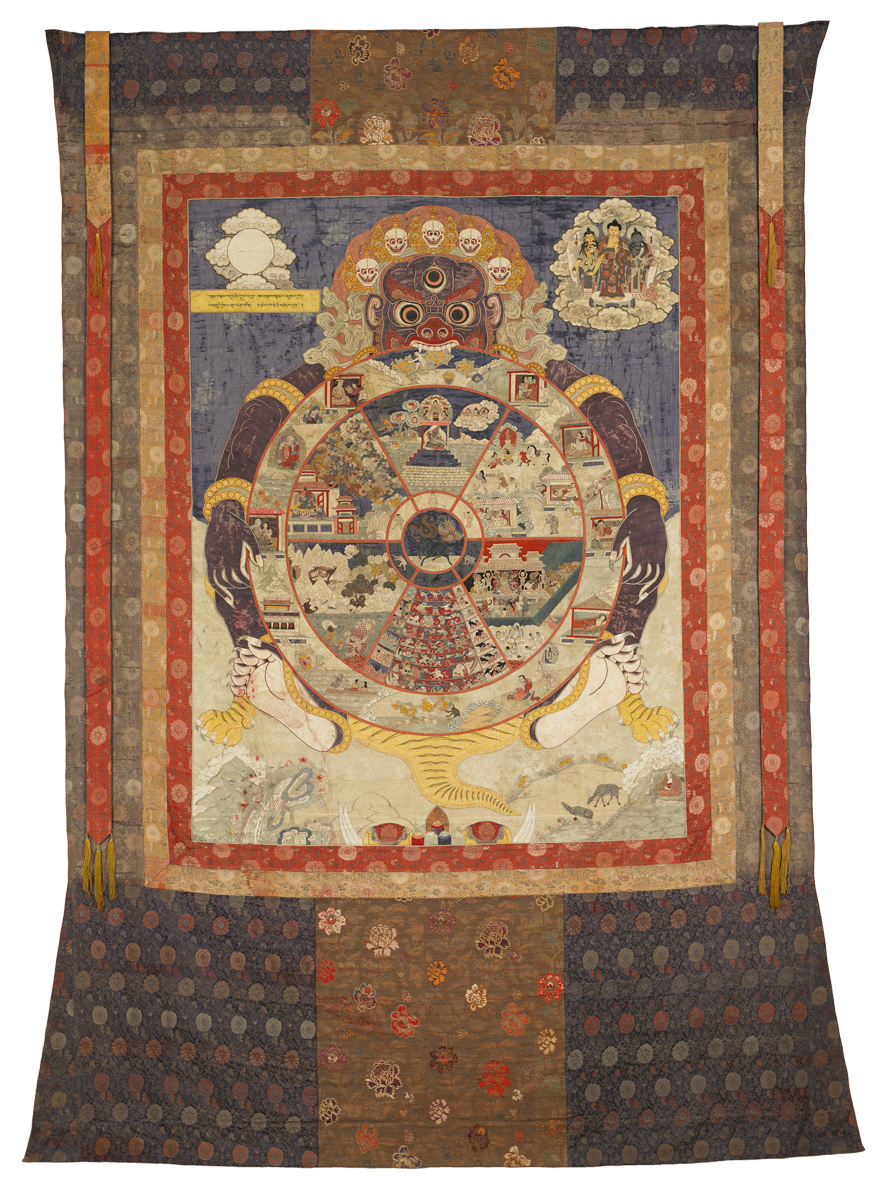
Thangka tibetana tradicional que representa la rueda de la vida (bhavacakra) con sus seis reinos.

Saṃsāra se refiere a una existencia cíclica, circular y errante. Se refiere a la teoría del renacimiento y la "ciclicidad de toda vida, materia, existencia", una suposición fundamental del budismo, como con todas las principales religiones indias. Samsara en el budismo se considera dukkha, insatisfactorio y doloroso, perpetuado por el deseo y avidya (ignorancia), y el karma resultante.
La liberación de este ciclo de existencia, el nirvana, ha sido la base y la justificación histórica más importante del budismo.
El renacimiento no es visto como algo deseable, ni significa un determinismo o destino. El camino budista sirve para que la persona pueda liberarse de esa cadena de causas y efectos. Mientras no exista un cese de este ciclo, nuestra vida es samsárica, es decir, dukkha. Si bien el individuo debe experimentar las circunstancias en las que le toca vivir, a la vez es el único responsable de lo que decida hacer frente a ellas.
En la India, la idea de reencarnación era ya parte del contexto en el que nació el budismo. En el pensamiento budista, este renacimiento no involucra a ninguna alma, debido a su doctrina de anattā (sánscrito: anātman, no-yo) que rechaza los conceptos de un yo permanente o un alma eterna e inmutable, como en el hinduismo. Sin embargo, no debería interpretarse el renacimiento budista como un hecho metafórico o psicológico; la reencarnación es una parte fundamental de las creencias budistas.
En el renacimiento budista, el proceso del karma hará que la existencia de seres conscientes se manifieste, sin tener un alma o espíritu eterno. La mayoría de las tradiciones budistas afirman que la vijñāna (la conciencia de una persona) aunque evoluciona y cambia, existe como un continuo y es la base de lo que experimenta el renacimiento. Por eso se prefiere el término "renacimiento" en vez de "reencarnación". Así, las acciones de cuerpo, habla y pensamiento conllevan efectos que se experimentarán con el tiempo, ya sea en la vida actual o siguiente, por un flujo de conciencia conectado causalmente con la conciencia previa. La continuidad entre individuos la constituye esa corriente causal, que se manifiesta como tendencias y circunstancias en sus vidas.
El renacimiento puede ocurrir en uno de los cinco reinos según Theravada, o en seis según otras escuelas: reinos celestiales, semidioses, humanos, animales, fantasmas hambrientos y reinos infernales.

### Karma
En el budismo, el karma (del sánscrito: "acción, trabajo") impulsa saṃsāra. Las buenas acciones (Pāli: kusala) y las malas acciones (Pāli: akusala) producen "semillas" en la conciencia que maduran más tarde en esta vida o en un renacimiento posterior. La existencia del karma es una creencia central en el budismo, ya que con todas las principales religiones indias, no implica ni fatalismo ni que todo lo que le sucede a una persona sea causado por el karma.
Según el budismo, toda acción intencionada (karma) crea uno o varios efectos que aparecen cuando las circunstancias son proclives, a lo que se llama maduración (vipaka) o fruto (phala). El karma en aplicación a la doctrina budista se refiere a cualquier acción de habla, cuerpo o pensamiento hecho con intención (cetana). Por tanto, los movimientos ajenos a la volición o la intencionalidad —como ocurre en el caso de actos reflejos— son neutrales kármicamente. Sin embargo, el karma bueno o malo se acumula incluso si no hay acción física, y solo tener malos o buenos pensamientos crea semillas kármicas; así, las acciones del cuerpo, el habla o la mente conducen a semillas kármicas. En las tradiciones budistas, los aspectos de la vida afectados por la ley del karma en los nacimientos pasados y actuales de un ser incluyen la forma del renacimiento, el reino del renacimiento, y las principales circunstancias de la vida. En el Cula-kammavibhanga Sutta Buda explica que estas cosas no existen por casualidad sino por el karma. Funciona como las leyes de la física, sin intervención externa, en cada ser en los seis reinos de la existencia, incluidos los seres humanos y los dioses. El "buen" y "mal" karma se distinguen de acuerdo a la raíz de las acciones. En el Kukkuravatika Sutta Buda clasifica el karma en cuatro grupos:
1. Oscuro con resultado oscuro.
2. Brillante con resultado brillante.
3. Oscuro y brillante con un resultado oscuro y brillante.
4. Ni oscuro ni brillante con un resultado ni oscuro ni brillante.

La doctrina de karma budista no significa destino ni predeterminación, ya que no existe un automatismo ciego en la voluntad respecto a las tendencias mantenidas y no es posible anticipar que ocurrirá. La práctica budista además permite tomar observación y consciencia de este funcionamiento para ocasionar un distanciamiento respecto a esas tendencias.
El karma no se debe entender como castigo, ya que esta ley es impersonal y no hay intervención divina en el karma. Del mismo modo que las leyes de la naturaleza no requieren intervención divina. Algunos tipos de condicionalidad son inmutables: ni siquiera un Buda puede escapar de ser afectado una vez haya nacido y posea un cuerpo.

### Surgimiento condicionado
Pratītya-samutpāda, (el "surgimiento condicionado" o la "originación dependiente"), es la teoría budista para explicar la naturaleza y las relaciones del ser, el renacimiento y la existencia. El budismo afirma que no hay nada independiente, excepto el estado de nirvana. Todos los estados físicos y mentales dependen y surgen de otros estados preexistentes. Todo surge y existe en un estado condicionado. Esta teoría constituye una formulación elaborada del proceso de existir y de cómo los seres están atrapados por la ignorancia en un ciclo de sufrimiento. Este proceso es constante y supone una explicación que abarca tanto la duración de todas las vidas pasadas como de la vida actual, instante tras instante. Por lo tanto, el "ser" supone un ámbito que se crea y se destruye momento tras momento.
Pratītya-samutpāda es la creencia budista de que esta relación de dependencia es la base de la ontología, no un Dios creador ni el concepto védico ontológico llamado Ser universal (Brahman) ni ningún otro principio creativo trascendente. En el budismo, el surgimiento dependiente se refiere a las condiciones creadas por una pluralidad de eventos que necesariamente originan a fenómenos dependientes, creando condiciones que conducen al renacimiento.
El budismo aplica la teoría del surgimiento dependiente para explicar los ciclos de renacimiento, a través de su doctrina de los Doce Nidānas o "doce eslabones". Establece que debido a que Avidyā (ignorancia) existe, Saṃskāras (formaciones kármicas) existe, porque Saṃskāras existe, por lo tanto, Vijñāna (conciencia) existe, y de manera similar vincula a Nāmarūpa (cuerpo sensible, lit. "nombre y forma"), Ṣaḍāyatana (seis sentidos), Sparśa (estimulación sensorial, lit. "contacto"), Vedanā (sensación), Taṇhā (anhelo), Upādāna (aferramiento), Bhava (devenir), Jāti (nacimiento) y Jarāmaraṇa (decaimiento, vejez, muerte).
Mientras la ignorancia no sea erradicada, de nuevo se repite el proceso sin fin. El camino budista busca erradicar la ignorancia y romper esta cadena, es lo que se conoce como nirvana (el cese) de esta cadena.

### Nirvāņa: El Despertar

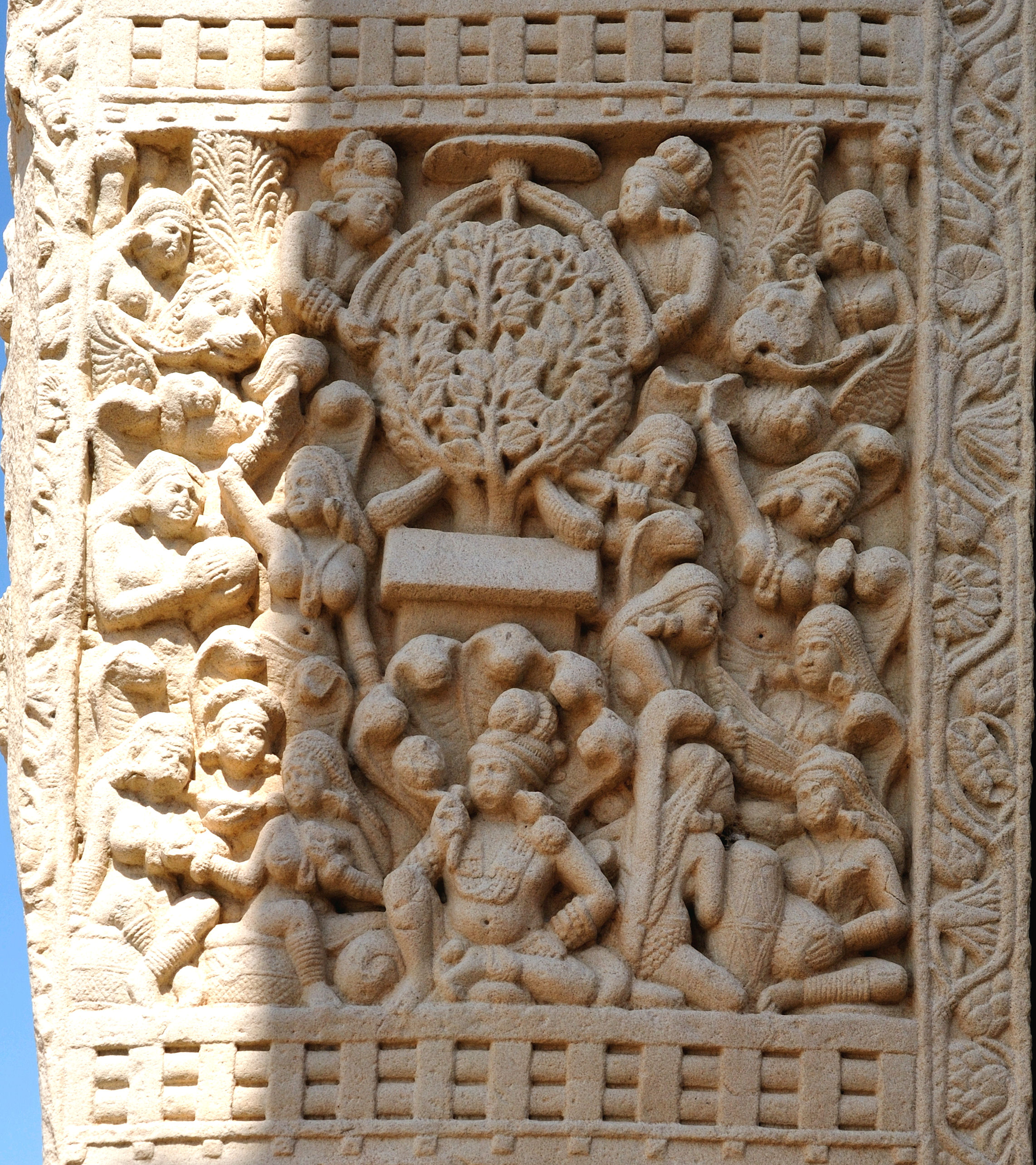
Una representación anicónica de la liberación espiritual del Buda (moksha) o el despertar (bodhi), en Sanchi. El Buda no está representado, solo está simbolizado por el árbol Bodhi y el asiento vacío.

Buda Gautama afirmó que es posible el cese definitivo del círculo de la originación dependiente y el renacimiento. La meta de la práctica budista es, por tanto, el de despertar del samsāra para experimentar el cese de las emociones negativas (kleshas), el sufrimiento (dukkha) y la verdadera naturaleza de la existencia. Este logro del Nirvāņa (Pali: nibbāna), ha sido el último objetivo soteriológico del camino budista desde la época del Buda.
Nirvāņa literalmente significa "apagar, extinguirse". En los primeros textos budistas, es el estado de moderación y autocontrol lo que lleva al "apago" y al final de los ciclos de sufrimiento. Muchos textos budistas también describen el nirvana como asociado con la sabiduría que conoce el no-yo (anatta) y la vaciedad (sunyata).
El estado del Nirvāņa ha sido descrito en textos budistas en parte de una manera similar a otras religiones indias, como el estado de completa liberación, iluminación, felicidad suprema, dicha, libertad intrépida, permanencia, insondable e indescriptible. El Nirvāņa se describe principalmente por lo que no es: no-nacido, no-originado, no-creado, no-compuesto. Sin embargo, no se debe confundir ni con la aniquilación o aislamiento del individuo ni con un nihilismo.
Si bien el budismo considera el Nirvāņa como el objetivo espiritual supremo, en la práctica tradicional, el enfoque principal de una gran mayoría de budistas laicos ha sido buscar y acumular el bien a través de buenas acciones, donaciones a los monjes y varios rituales. Esto ayuda a uno para obtener un mejor renacimiento.

### El no-yo y la vacuidad
Una doctrina relacionada en el budismo es la de anattā (Pali) o anātman (sánscrito). Es la opinión de que no existe un yo permanente, alma o esencia inmutable, permanente. Los filósofos budistas, como Vasubandhu y Buddhaghosa, generalmente defienden esta visión a través del esquema de los cinco agregados. Ellos intentan demostrar que ninguno de estos cinco componentes de la personalidad puede ser permanente o absoluto. Esto se puede ver en los discursos budistas como el Anattalakkhana Sutta.
"Vacío" o "vacuidad" (Skt: Śūnyatā, Pali: Suññatā), es un concepto relacionado con muchas interpretaciones diferentes a lo largo de los diversos budismos. En el budismo temprano, se decía comúnmente que los cinco agregados son vacíos (rittaka), huecos (tucchaka), sin núcleo (asāraka), por ejemplo, como en el Pheṇapiṇḍūpama Sutta (SN 22:95). De manera similar, en el budismo Theravada, a menudo simplemente significa que los cinco agregados están vacíos de un Ser.
Śūnyatā es un concepto central en el budismo Mahāyāna, especialmente en la escuela Madhyamaka de Nagarjuna, y en los sutras Prajñāpāramitā. En la filosofía de Madhyamaka, se refiere a la visión que sostiene que todos los fenómenos (dharmas) no tienen ningún "svabhava" (literalmente "naturaleza propia") y, por lo tanto, no tienen ninguna esencia subyacente, por lo que están "vacíos" de independencia. Esta doctrina buscaba refutar las teorías heterodoxas de svabhava que circulaban en ese momento, como en la escuela Vaibhasika.

### Las tres joyas

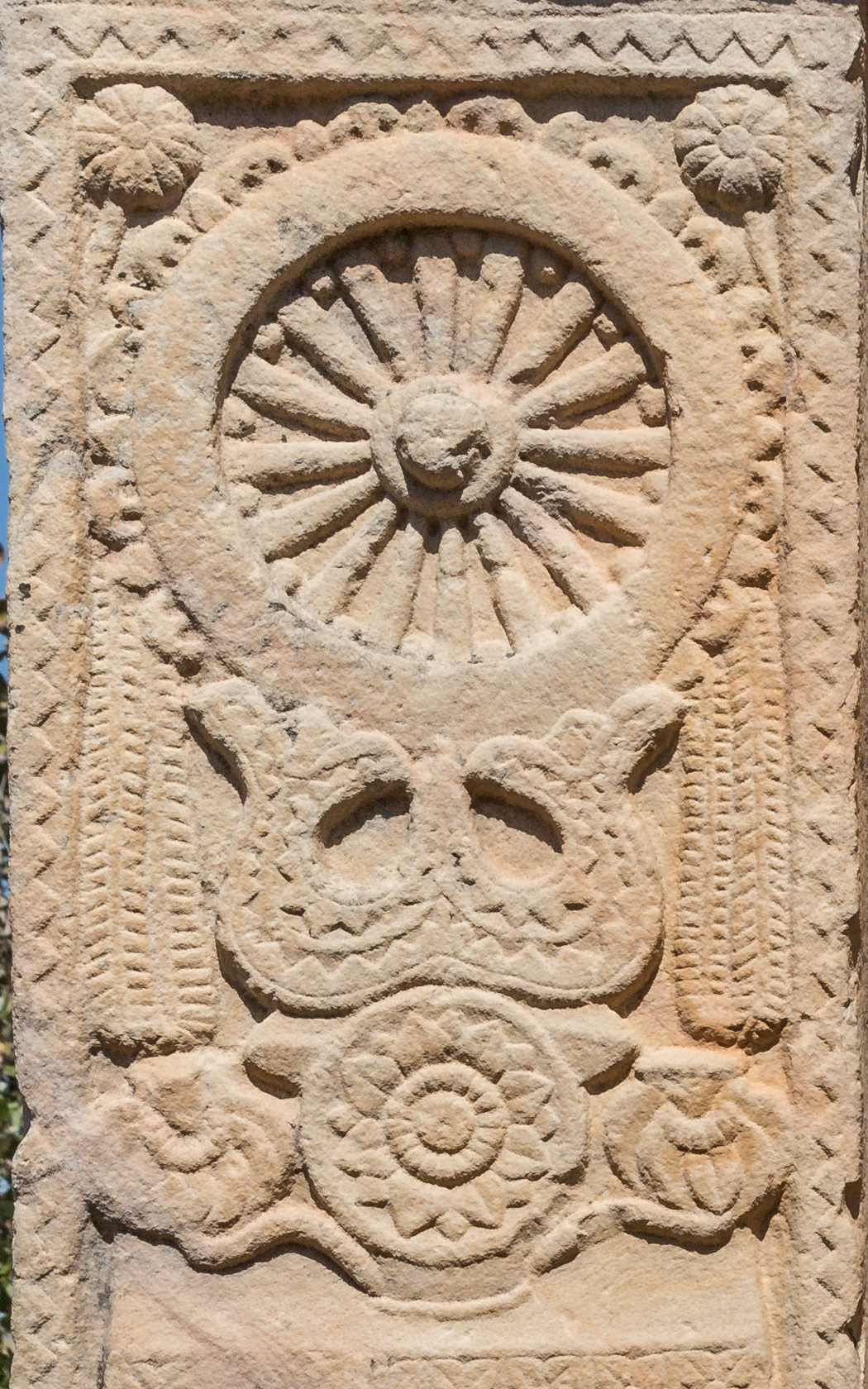
Símbolos de la Rueda del Dharma y triratna, Sanchi Stupa n.º 2.

Todas las formas de budismo veneran y se refugian espiritualmente en las "tres joyas" (triratna): Buda, Dharma y Sangha.

#### Buda
Si bien todas las variedades de budismo veneran a "Buda" y "budeidad", tienen diferentes puntos de vista sobre lo que son.
En el budismo Theravada, un Buda es alguien que se ha despertado a través de sus propios esfuerzos y perspicacia. Han terminado a su ciclo de renacimientos y a todos los estados mentales no saludables que conducen a malas acciones. Si bien está sujeto a las limitaciones del cuerpo humano de ciertas maneras (por ejemplo, en los primeros textos, el Buda sufre de dolores de espalda), se dice que un Buda es "profundo, inconmensurable, difícil de comprender como es el gran océano," y también tiene inmensos poderes psíquicos (abhijñā).
Theravada generalmente ve al Buda Gautama (el Buda histórico Sakyamuni) como el único Buda de la era actual. Aunque ya no está en este mundo, nos ha dejado el Dharma (Enseñanza), el Vinaya (Disciplina) y la Sangha (Comunidad).
Mientras tanto, el budismo Mahāyāna tiene una cosmología muy expandida, con varios Budas y otros seres santos (aryas) que residen en diferentes mundos. Los textos de Mahāyāna no solo reverencian a numerosos Budas además de Sakyamuni, como Amitabha y Vairochana, sino que también los ven como seres trascendentales o supramundanos (lokuttara). El budismo Mahāyāna sostiene que estos otros Budas pueden ser contactados y pueden beneficiar a los seres en este mundo. En Mahāyāna, un Buda es una especie de "rey espiritual", un "protector de todas las criaturas" con una vida de incontables eones. La vida y muerte de Buda Sakyamuni en la tierra generalmente se entiende como una "mera aparición" o "una manifestación hábilmente proyectada en la vida terrenal por un ser trascendente iluminado, que todavía está disponible para enseñar a los fieles a través de experiencias."

#### Dharma
"Dharma" (Pali: Dhamma) en el budismo se refiere a la enseñanza del Buda, que incluye todas las ideas principales descritas anteriormente. Si bien esta enseñanza refleja la verdadera naturaleza de la realidad, no es una creencia a la que aferrarse, sino una enseñanza pragmática que se debe poner en práctica. Se asemeja a una balsa que es "para cruzar" (al nirvana) no para aferrarse.
También se refiere a la ley universal que la enseñanza revela y al orden cósmico en el que se basa. Es un principio eterno que se aplica a todos los seres y mundos. En ese sentido, también es la máxima verdad y realidad sobre el universo, por lo tanto, es "la forma en que las cosas son realmente". Los budistas creen que todos los Budas en todos los mundos, en el pasado, presente y futuro, entienden y enseñan el Dharma.

#### Sangha

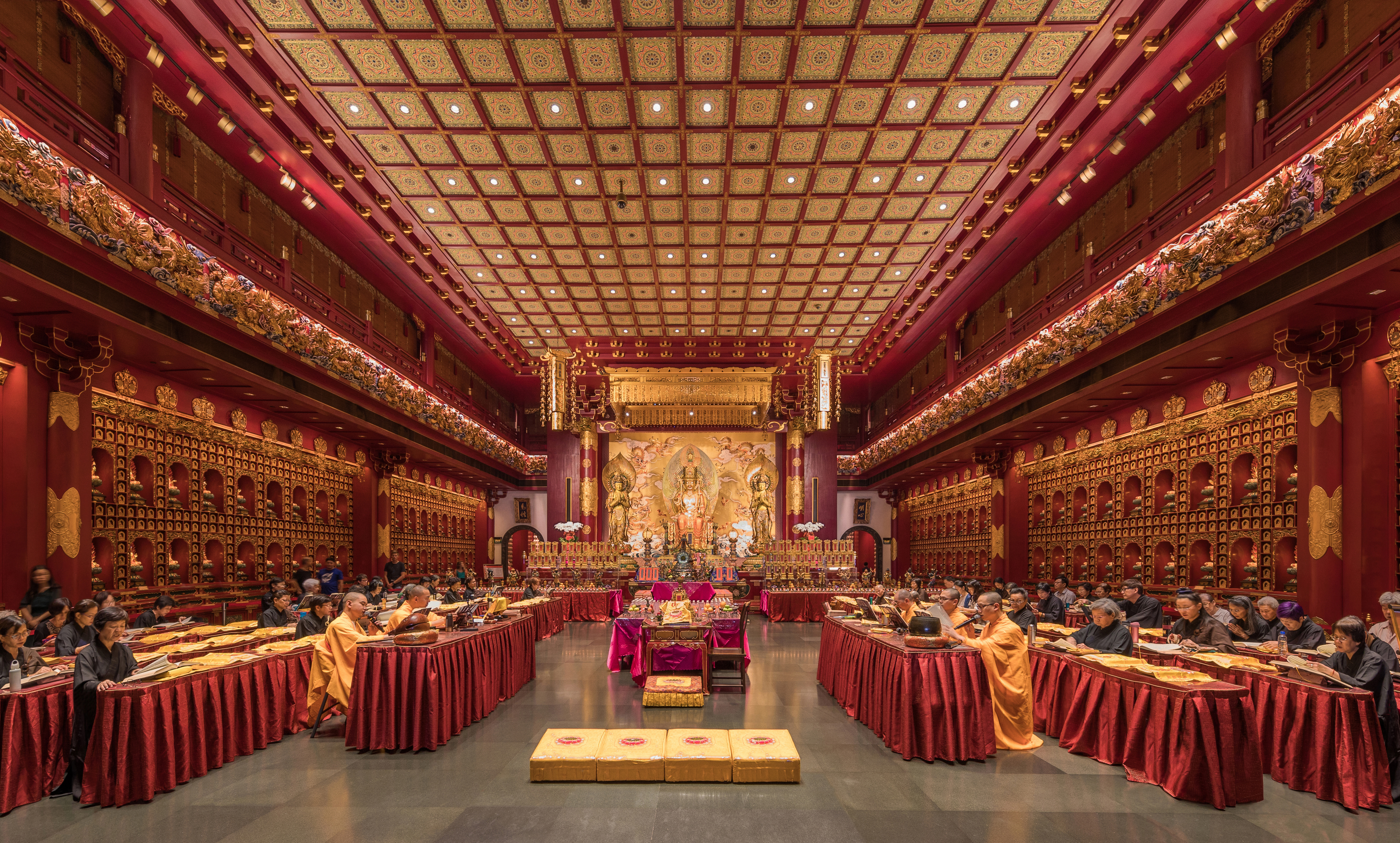
Monjes y monjas budistas rezando en el Templo de la Reliquia del Diente de Buda, Singapur.

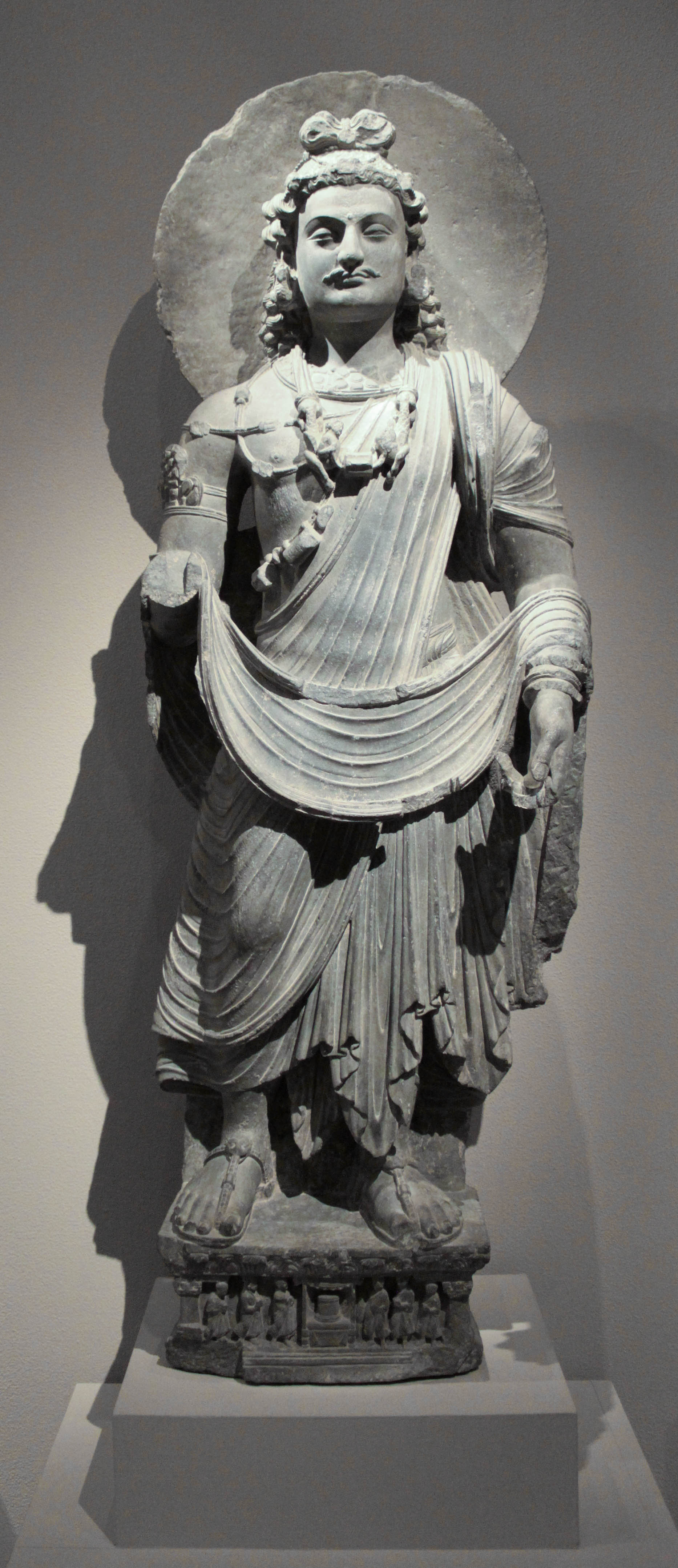
Bodhisattva Maitreya, Pakistán, Museo Metropolitano de Arte.

La tercera "joya" en la que los budistas se refugian es "Sangha", que se refiere a la comunidad monástica de monjes y monjas que siguen la disciplina monástica del Buda Gautama. Esta disciplina fue "diseñada para dar forma a la Sangha como una comunidad ideal, con las condiciones óptimas para el crecimiento espiritual." La Sangha está formada por aquellos que han elegido seguir la forma de vida ideal del Buda, que es una renuncia monástica con mínimas posesiones materiales (como un tazón y una túnica).
La Sangha es importante porque preservan y transmiten el Dharma del Buda. Como afirma Rupert Gethin "la Sangha vive la enseñanza, preserva la enseñanza en las escrituras y enseña a la comunidad. Sin la Sangha no hay budismo". La Sangha también actúa como un "campo de mérito" para los laicos, permitiéndoles hacer méritos espirituales al donar a la Sangha. A cambio, mantienen su deber de preservar y difundir el Dharma en todas partes por el bien del mundo.
También se supone que el Sangha sigue la regla monástica (Vinaya) del Buda, sirviendo así como un ejemplo espiritual para el mundo y las generaciones futuras. Las reglas de Vinaya también obligan a la Sangha a vivir en dependencia del resto de la comunidad laica (deben mendigar, etc.) y así llevan a la Sangha a una relación con la comunidad laica.
También hay una definición separada de Sangha, que se refiere a aquellos que han alcanzado cualquier etapa del despertar, sean o no monásticos. Esta sangha se llama āryasaṅgha, "la Sangha noble". Todas las formas de budismo generalmente veneran a estos āryas (pali: ariya, "nobles" o "santos") que son seres espiritualmente elevados. Los aryas han alcanzado los frutos del camino budista. Convertirse en un arya es un objetivo en la mayoría de las formas de budismo. El āryasaṅgha incluye seres santos como bodhisattvas, arhats y sotapannas ("quien entra a la corriente").
En el budismo temprano y en el budismo Theravada, un arhat (que literalmente significa "digno") es alguien que alcanzó el mismo despertar (bodhi) de un Buda siguiendo las enseñanzas de un Buda. Se ve que han terminado el renacimiento y todas las impurezas mentales. Mientras tanto, un bodhisattva ("un ser destinado al despertar") es simplemente alguien que está trabajando para despertar a la Budeidad. Según todas las primeras escuelas budistas, así como Theravada, para ser considerado un bodhisattva, uno debe haber hecho un voto frente a un Buda vivo y también debe haber recibido una confirmación de su futura Budeidad. En Theravada, el futuro Buda se llama Metteya (Maitreya) y es venerado como un bodhisatta.
El budismo Mahāyāna generalmente ve el logro del arhat como uno inferior, ya que se ve como hecho solo por el bien de la liberación individual. Por lo tanto, promueve el camino del bodhisattva como el más alto y más valioso. Mientras que en Mahāyāna, cualquiera que tenga bodhichita (el deseo de convertirse en un Buda que surge de un sentido de compasión por todos los seres) se considera un bodhisattva, algunos de estos seres santos (como Avalokiteshvara) han alcanzado un nivel espiritual muy alto y son vistos como seres supramundanos muy poderosos que brindan ayuda a innumerables seres a través de sus poderes avanzados.

### Otras ideas clave en Mahāyāna
El budismo Mahāyāna también difiere de Theravada y las otras escuelas del budismo temprano en la promoción de varias doctrinas únicas que están contenidas en los sutras y tratados filosóficos de Mahāyāna.
Una de ellas es la interpretación única del sunyata y la originación dependiente que se encuentra en la escuela Madhyamaka. Otra doctrina muy influyente para Mahāyāna es la visión filosófica principal de la escuela Yogācāra, denominada Vijñaptimātratā-vāda ("la doctrina de que solo hay ideas" o "impresiones mentales") o Vijñānavāda ("la doctrina de la conciencia"). Según Mark Siderits, lo que los pensadores clásicos de Yogācāra como Vasubandhu tenían en mente es que solo somos conscientes de las imágenes o impresiones mentales, que pueden aparecer como objetos externos, pero "en realidad no existe tal cosa fuera de la mente". Hay varias interpretaciones de esta teoría principal, muchos estudiosos la ven como un tipo de idealismo, otras como un tipo de fenomenología.
Otro concepto muy influyente exclusivo de Mahāyāna es el de "naturaleza de Buda" (buddhadhātu) o "matriz de Tathagata" (tathāgatagarbha). La naturaleza de buda es un concepto que se encuentra en algunos textos budistas del primer milenio de nuestra era, como los Sūtras de Tathāgatagarbha. Según Paul Williams, estos sutras sugieren que "todos los seres sintientes contienen un Tathagata" como su "esencia, núcleo de la naturaleza interior, el Ser". Según Karl Brunnholzl, "los primeros sutras mahayana que se basan y discuten la noción de tathāgatagarbha como el potencial de Buda que es innato en todos los seres sintientes comenzó a aparecer en forma escrita a fines del segundo siglo y principios del tercer siglo [d.C.]". Para algunos, la doctrina parece estar en conflicto con la doctrina de anatta, lo que lleva a los estudiosos a postular que estos textos de Tathāgatagarbha fueron escritos para promover el budismo entre los no budistas. Esto se puede ver en textos como el Laṅkāvatāra Sūtra, que establece que la naturaleza de Buda se enseña a ayudar a aquellos que tienen miedo cuando escuchan la enseñanza de anatta. Los pensadores budistas han avanzado varias interpretaciones del concepto a lo largo de la historia del pensamiento budista y la mayoría intentan evitar algo como la doctrina hindú de atman.
Estas ideas budistas indias, en varias formas sintéticas, forman la base de la filosofía posterior de Mahāyāna en el budismo tibetano y el budismo del este asiático.

## Caminos a la liberación

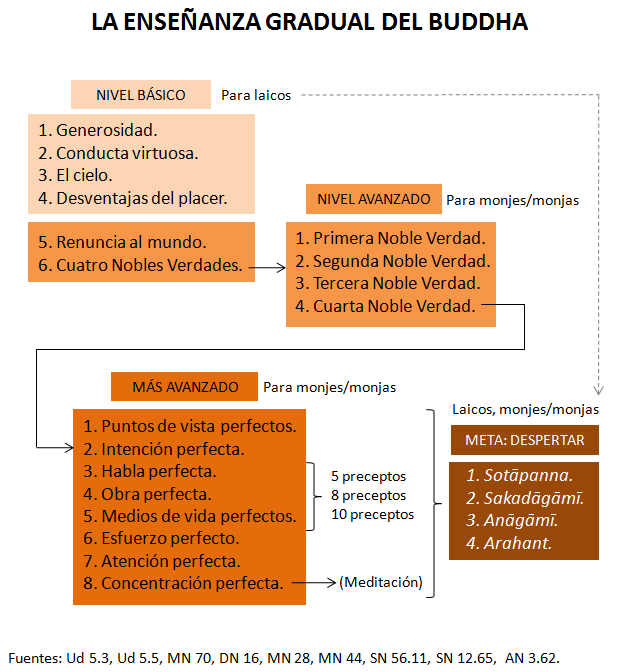
Una presentación de la "enseñanza gradual" del Buda según el Canon Páli.

Se ha utilizado y descrito una amplia variedad de caminos y modelos de progreso espiritual en las diferentes tradiciones budistas. Sin embargo, generalmente comparten prácticas básicas como sila (ética), samadhi (meditación, dhyana) y prajña (sabiduría), que se conocen como los "tres entrenamientos".
Un principio rector importante de la práctica budista es el Camino Medio (madhyama-pratipad). Fue parte del primer sermón del Buda, donde presentó el Noble Sendero Óctuple como una "vía intermedia" entre los extremos del ascetismo excesivo y el hedonismo.

### En los textos tempranos budistas
Un estilo de presentación común del camino (mārga) a la liberación en los primeros textos budistas es la "plática graduada" o "enseñanza gradual", en la cual el Buda presenta su entrenamiento paso a paso.
En los primeros textos, se pueden encontrar numerosas secuencias diferentes del camino gradual. Una de las presentaciones más importantes y ampliamente utilizadas entre las diversas escuelas budistas es el Noble Sendero Óctuple, o "Sendero Óctuple de los Nobles" (Sct. 'Āryāṣṭāṅgamārga'). Se puede encontrar en varios discursos, el más famoso en el Dhammacakkappavattana Sutta (El discurso sobre el giro de la rueda del Dharma). Otros suttas como el Tevijja Sutta y el Cula-Hatthipadopama-sutta dan esquemas diferente del camino gradual budista, aunque con muchos elementos similares, como la ética y la meditación.
Según Rupert Gethin, en los suttas Pali, el camino budista hacia el despertar también se resume con frecuencia en otra fórmula corta: "abandono de los [cinco] obstáculos, práctica de los cuatro establecimientos de atención plena y desarrollo de los [siete] factores del despertar."

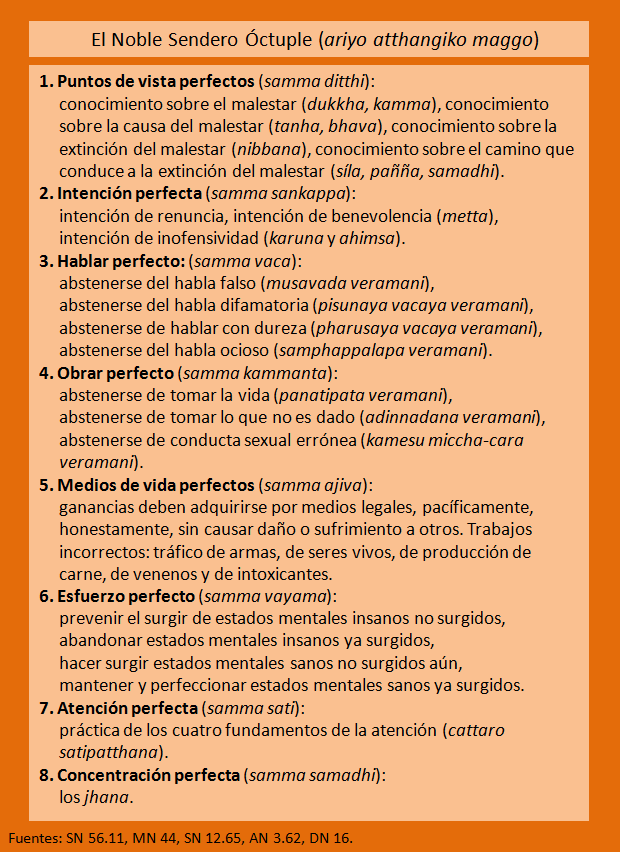
El Noble Sendero Óctuple según el Canon Páli.

### Noble Camino Óctuple
El Noble Camino (Āryamārgaḥ) consiste en un conjunto de ocho factores o cualidades interconectados que, cuando se desarrollan juntos, conducen al cese de dukkha. Estos ocho factores son: Visión correcta (o Comprensión correcta), Pensamiento correcto, Hablar correcto, Acción correcta, Medios de vida correctos, Esfuerzo correcto, Atención plena correcta y Concentración (Samadhi) correcta.
Este Óctuple Sendero es la cuarta de las Cuatro Nobles Verdades y se agrupa en tres divisiones básicas, de la siguiente manera:
| División                                   | Cualidad                    | Sánscrito, Pali                 | Descripción |
| ------------------------------------------ | --------------------------- | ------------------------------- | --- |
| Sabiduría (Sánscrito: Prajñā, Pāli: paññā) | 1. Visión correcta          | samyag dṛṣṭi, sammā ditthi      | La creencia de que hay una vida futura y que no todo termina con la muerte y que Buda enseñó y siguió un camino exitoso hacia el nirvana. Según Peter Harvey, es una creencia en los principios budistas de karma y renacimiento, y las Cuatro Nobles Verdades. |
| Sabiduría (Sánscrito: Prajñā, Pāli: paññā) | 2. Pensamiento correcto     | samyag saṃkalpa, sammā saṅkappa | La intención a la renuncia, a pensamientos de no sensualidad, a la paz, sin mala voluntad o crueldad. |
| Virtudes éticas (Sct: śīla, Pāli: sīla)    | 3. Hablar correcto          | samyag vāc, sammā vāca          | No mentir, no hablar con palabras ásperas o hirientes, no decirle a una persona lo que otra dice sobre él, hablar lo que conduce a la salvación. |
| Virtudes éticas (Sct: śīla, Pāli: sīla)    | 4. Acción correcta          | samyag karman, sammā kammanta   | No matar ni herir, no tomar lo que no se da; no actos sexuales en la vida monástica. Para los budistas laicos es vivir sin conducta sexual inapropiada, como la participación sexual con alguien casado o con una mujer soltera protegida por sus padres o parientes. |
| Virtudes éticas (Sct: śīla, Pāli: sīla)    | 5. Medios de vida correctos | samyag ājīvana, sammā ājīva     | Para los monjes, significa poseer lo que es esencial para mantener la vida y suplicar por su comida. Para los budistas laicos, es abstenerse de trabajos inmorales y no convertirse en un medio de sufrimiento para los seres sintientes. Los suttas dicen: "comercio con armas, comercio de seres vivos, comercio de carne, comercio de intoxicantes, comercio de veneno." |
| Concentración (samādhi)                    | 6. Esfuerzo correcto        | samyag vyāyāma, sammā vāyāma    | Proteger la mente contra los pensamientos sensuales y otros obstáculos espirituales; Este concepto, afirma Harvey, tiene como objetivo prevenir estados no saludables que interrumpen la meditación. |
| Concentración (samādhi)                    | 7. Atención plena correcta  | samyag smṛti, sammā sati        | Nunca estar ausente, y siempre ser consciente de lo que uno está haciendo. Esto fomenta la atención plena sobre la impermanencia del cuerpo, los sentimientos y la mente, además de los cinco obstáculos, las cuatro nobles verdades y los siete factores del despertar. |
| Concentración (samādhi)                    | 8. Concentración correcta   | samyag samādhi, sammā samādhi   | Meditación correcta, unificación mental o concentración, explicada como las cuatro jhānas. |

### El camino en Theravada
El budismo theravada es una tradición diversa y, por lo tanto, incluye diferentes explicaciones del camino hacia el despertar. Sin embargo, las enseñanzas del Buda a menudo están encapsuladas por Theravadins en el marco básico de las Cuatro Nobles Verdades y el Óctuple Sendero.
Algunos budistas Theravada también siguen la presentación del camino trazado en el Visuddhimagga de Buddhaghosa. Esta presentación se conoce como las "Siete Purificaciones" (satta-visuddhi). Este esquema y su esquema acompañante de "conocimientos de perspicacia" (vipassanā-ñāṇa) son utilizados por los estudiosos influyentes modernos de Theravadin, como Mahasi Sayadaw (en su "El progreso de la perspicacia") y Nyanatiloka Thera (en "El camino del Buda para la liberación").

### El camino del bodhisattva en Mahāyāna
El budismo Mahāyāna se basa principalmente en el camino del Bodhisattva, alguien que está en el camino a la budeidad.
En los primeros textos Mahāyāna, el camino de un bodhisattva era el despertar de la bodhichita y la práctica de los pāramitās. Entre el siglo I y III d. C., esta tradición introdujo la doctrina de los diez Bhumi, que significa diez niveles o etapas de despertar que se escalan durante muchos renacimientos. Los eruditos de Mahāyāna luego delinearon un camino elaborado, para monjes y laicos, y el camino incluye el voto de enseñar el conocimiento budista a otros seres, para ayudarlos a liberarse, una vez que uno llegue a la Budeidad en un futuro renacimiento.
Una parte de este camino son los pāramitā (perfecciones, virtudes trascendentes). Los textos de Mahāyāna son inconsistentes en su discusión sobre los pāramitās, y algunos textos incluyen varias listas. Las seis paramitas han sido más estudiadas, y son: Dāna (Caridad), Śīla (Ética), Kṣānti (paciencia), Vīrya (fuerza), Dhyāna (Meditación), Prajñā (Sabiduría).
En los Mahāyāna Sutras que incluyen diez pāramitā, las cuatro perfecciones adicionales son "medios hábiles, voto, poder y conocimiento". El pāramitā más discutido y la perfección mejor valorada en los textos de Mahayana es el "Prajñā-pāramitā", o la "perfección de la comprensión". Esta percepción de la tradición Mahāyāna, afirma Shōhei Ichimura, ha sido la "percepción de la no dualidad o la ausencia de realidad en todas las cosas".

#### En el budismo Oriental
El budismo de Asia Oriental está influenciado tanto por las presentaciones clásicas budistas indias del camino, como por las presentaciones clásicas de Mahāyāna, como la que se encuentra en el Da zhidu lun. Hay muchas presentaciones diferentes de soteriología, incluidos numerosos caminos y vehículos (yanas) en las diferentes tradiciones del budismo de Asia Oriental. No hay una presentación dominante del camino espiritual. Por ejemplo, en Zen, se puede encontrar varias, como las "Dos entradas y las Cuatro Prácticas" de Bodhidharma y "Los cinco rangos" de Dongshan Liangjie. Mientras tanto, en Tiantai, el camino se describe en el Móhē zhǐguān de Zhiyi.

#### En el budismo indo-tibetano
En el budismo indo-tibetano, el camino hacia la liberación se describe en el género literario conocido como Lam-rim ("Etapas del camino"). Todas las diversas escuelas tibetanas tienen sus propias presentaciones de Lam-rim. Este género se remonta al texto del maestro Indio Atiśa, llamado "La lámpara para el camino hacia la iluminación" (Bodhipathapradīpa, siglo XI).

## Prácticas budistas

### Escuchar el Dharma

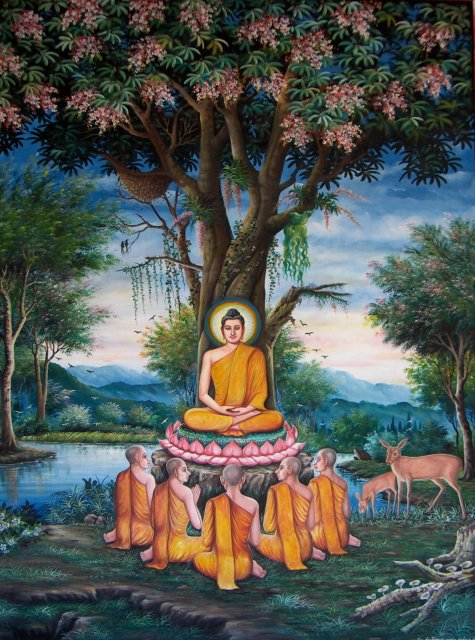
Sermón en el parque de los Ciervos de Sarnath, representado en Wat Chedi Liem, provincia de Chiang Mai, Tailandia del Norte

En varios sutras que presentan el camino graduado enseñado por el Buda, como el Samaññaphala Sutta y el Cula-Hatthipadopama Sutta, el primer paso en el camino es escuchar el Dharma del Buda. Esto luego se dice que conduce a la adquisición de confianza o fe en las enseñanzas del Buda.
Los maestros budistas de Mahayana como Yin Shun también afirman que escuchar el Dharma y estudiar los discursos budistas es necesario "si uno quiere aprender y practicar el Buddha Dharma." Del mismo modo, en el budismo indo-tibetano, los textos de "Etapas del camino" (Lamrim) generalmente colocan la actividad de escuchar las enseñanzas budistas como una práctica importante.

### Refugio
Tradicionalmente, el primer paso formal en la mayoría de las escuelas budistas requiere tomar los "Tres Refugios", también llamados las Tres Joyas (Sánscrito: triratna, Pali: tiratana) como la base de la práctica religiosa. El budismo tibetano a veces agrega un cuarto refugio, en el lama. Los budistas creen que los tres refugios son protectores y una forma de reverencia.
La antigua fórmula que se repite para refugiarse afirma que "voy al Buda como refugio, voy al Dhamma como refugio, voy a la Sangha como refugio"." Según Harvey, recitar los tres refugios no se considera un lugar para esconderse, sino un pensamiento que "purifica, eleva y fortalece el corazón".
En muchas escuelas budistas existe algún tipo de ceremonia oficiada por un monje o maestro que ofrece la toma de refugio en las Tres Joyas. Esto es una manifestación pública del compromiso pero no es algo indispensable. La persona puede por ella misma tomar refugio con sinceridad y es suficiente para determinados budistas.

### Devoción

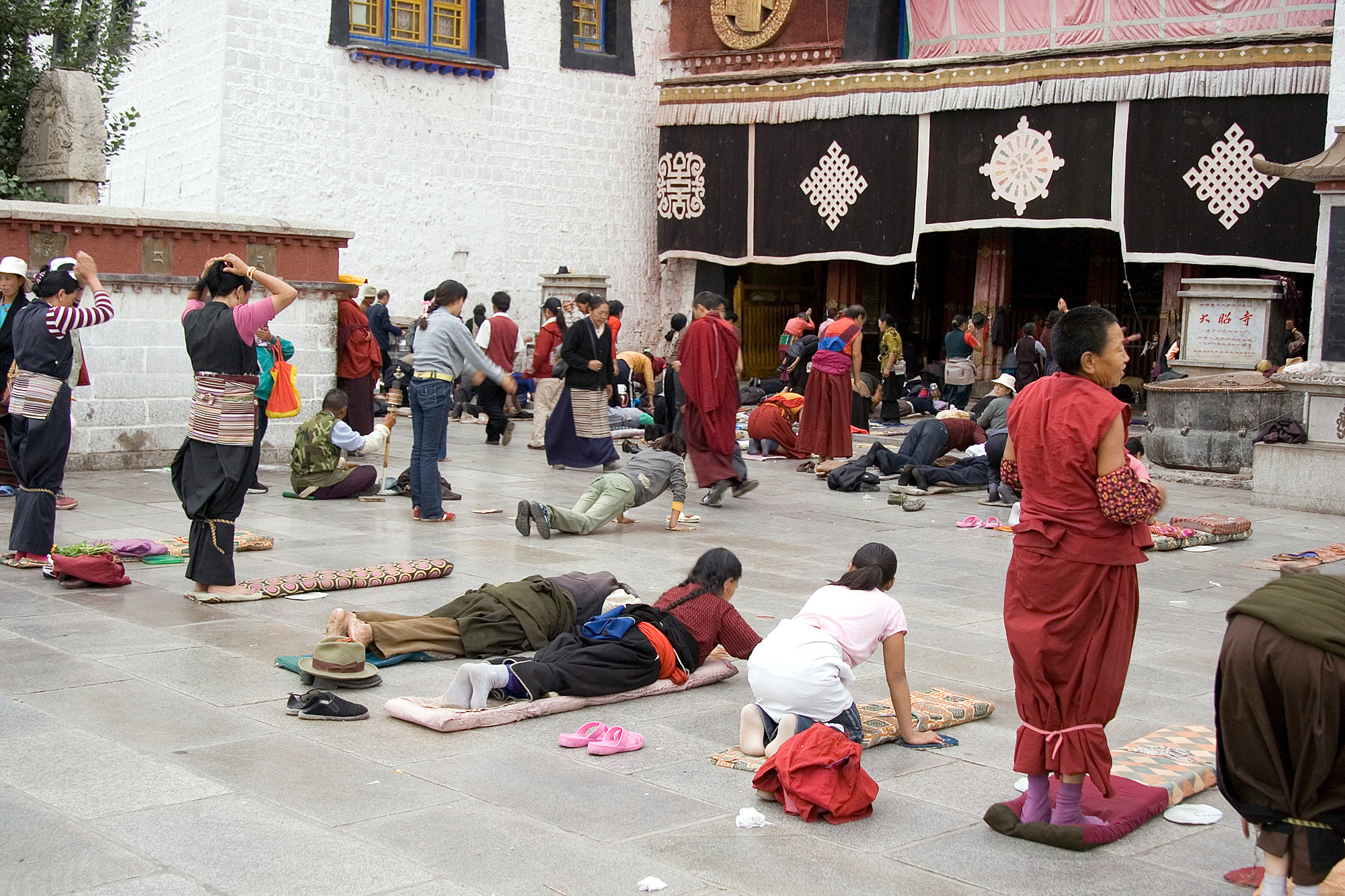
La práctica de postración budista indo-tibetana en Jokhang, Tíbet.

Según Peter Harvey, la mayoría de las formas de budismo "consideran saddhā (Sct. śraddhā), confianza confiable o la fe, como una cualidad que debe ser equilibrada con la sabiduría, y como una preparación y acompañamiento para la meditación". Debido a esto, la devoción (Sct. Bhakti; Pali: bhatti) es una parte importante de la práctica de la mayoría de los budistas. Las prácticas devocionales incluyen oración ritual, postración, ofrendas, peregrinación y cantar.
La devoción budista generalmente se centra en algún objeto, imagen o ubicación que se considera sagrada o espiritualmente influyente. Ejemplos de objetos de devoción incluyen pinturas o estatuas de budas y bodhisattvas, estupas y árboles bodhi. El canto grupal público para devocionales y ceremoniales es común a todas las tradiciones budistas y se remonta a la antigua India, donde el canto ayudó a memorizar las enseñanzas transmitidas oralmente. Los rosarios llamados malas se usan en todas las tradiciones budistas para contar el canto repetido de fórmulas o mantras comunes. El canto es, por lo tanto, un tipo de meditación grupal devocional que conduce a la tranquilidad y comunica las enseñanzas budistas.

### Ética budista
La ética budista, llamada Śīla (sánscrito) o Sīla (Pāli), se fundamenta en los principios de ahimsa (no ocasionar daño) y el Camino medio (moderación; no reprimir ni tampoco aferrarse a nada). Según las enseñanzas budistas, los principios éticos están determinados por el hecho de si una acción cualquiera podría tener una consecuencia dañina o perjudicial para uno mismo o para otros. Śīla consiste en el habla correcto, la acción correcta y los medios de vida correctos.

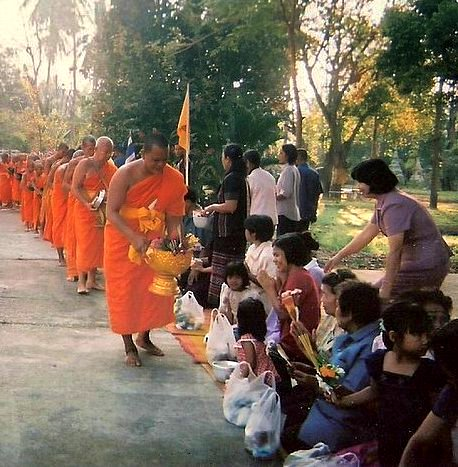
La donación es una virtud clave en el budismo.

Las escrituras budistas explican los cinco preceptos (en sánscrito: pañcaśīla) como el estándar mínimo de la moral budista. Es el sistema moral más importante del budismo, junto con las reglas monásticas. Los cinco preceptos se aplican tanto a los devotos masculinos como femeninos, y estos son:
- No matar a ningún ser.
- No tomar lo que no me pertenece.
- No tener una conducta sexual dañina.
- No decir mentiras.
- No consumir bebidas o sustancias que conduzcan a la falta de atención consciente.

Los monjes y monjas budistas por su parte, siguen más de 200 normas de disciplina descritas en detalle en el Vinaya pitaka.
El Canon Pali recomienda que uno debe compararse con los demás, y sobre la base de eso, no hacer daño a los demás. La compasión y la creencia en la retribución kármica forman la base de los preceptos. Observar los cinco preceptos es parte de la práctica laica regular, tanto en el hogar como en el templo.
Los cinco preceptos no son mandamientos y las transgresiones no invitan a sanciones religiosas, pero su poder se ha basado en la creencia budista en las consecuencias kármicas. Por ejemplo, matar conduce al renacimiento en los reinos del infierno, y durante más tiempo en condiciones más severas si la víctima del asesinato era un monje. Dentro de la doctrina budista, los preceptos están destinados a desarrollar la mente y el carácter para progresar en el camino hacia la iluminación.

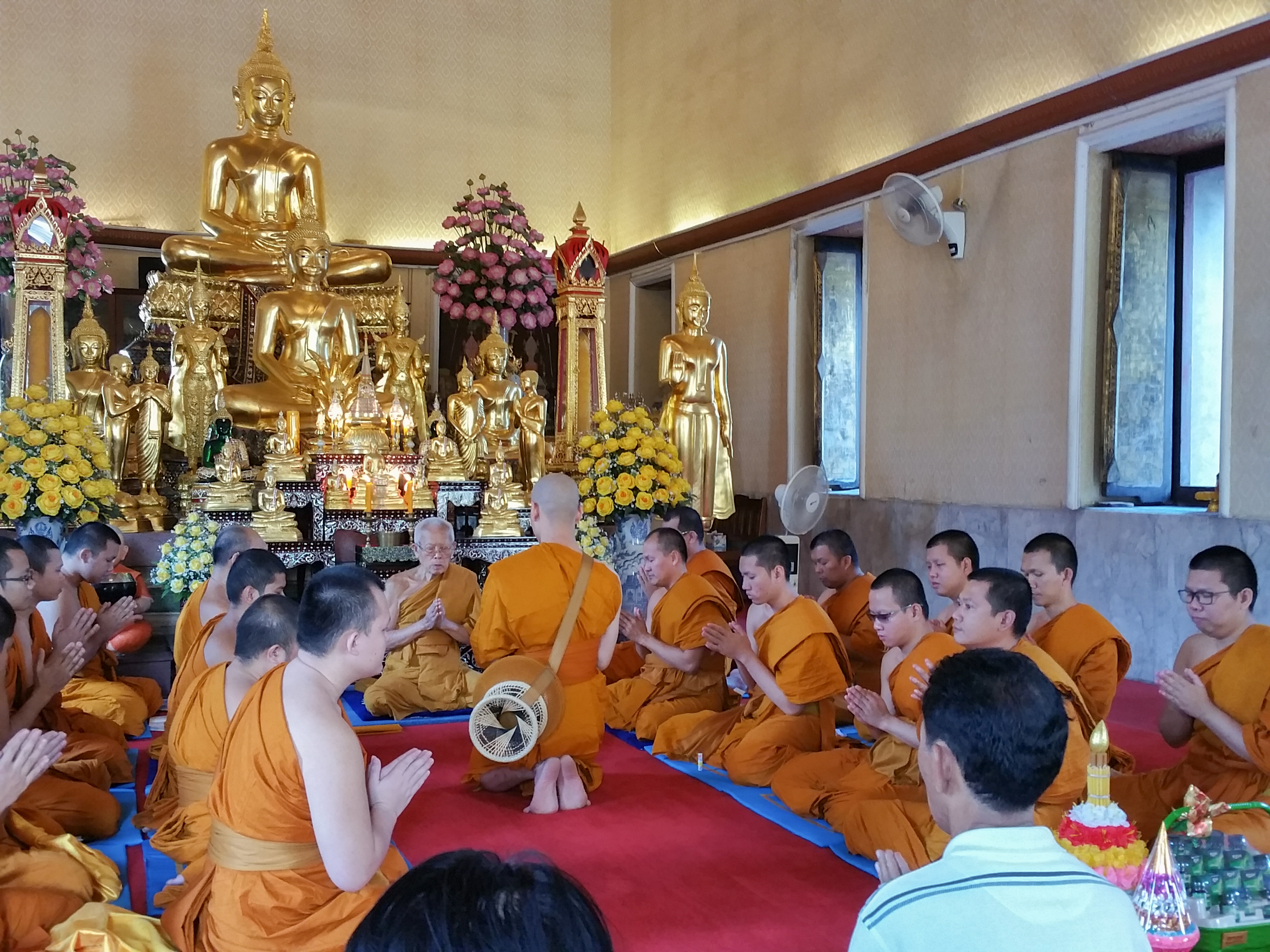
Una ceremonia de ordenación en Wat Yannawa, Bangkok. Los códigos de Vinaya regulan los diversos actos del Sangha (sangha-kamma), como la ordenación.

La vida monástica en el budismo tiene preceptos adicionales como parte del Vinaya ("Disciplina") y el Patimokkha (código de reglas monásticas), y a diferencia de los laicos, las transgresiones de los monjes invitan a sanciones. La expulsión total de un sangha sigue a cualquier instancia de asesinato, participación en relaciones sexuales, robo o afirmaciones falsas sobre el conocimiento de uno. La expulsión temporal sigue a un delito menor. Las sanciones varían según la fraternidad monástica (nikaya). El contenido preciso del Vinaya Pitaka (escrituras en el Vinaya) difiere en las diferentes escuelas y tradiciones, y los diferentes monasterios establecen sus propios estándares en su implementación. La lista de pattimokkha se recita cada quince días en una reunión ritual de todos los monjes.
Los laicos y los novatos en muchas fraternidades budistas también sostienen ocho o diez preceptos de vez en cuando. Cuatro de estos son los mismos que para el devoto laico: no matar, no robar, no mentir y no intoxicarse. Los otros cuatro preceptos son:
1. No realizar actividad sexual;
2. Abstenerse de comer en el momento equivocado (después del mediodía);
3. Abstenerse de joyas, perfumes, adornos, entretenimientos;
4. Abstenerse de dormir en una cama alta.

Los ocho preceptos a veces son observados por los laicos en los días de uposatha. Los diez preceptos también incluyen abstenerse de aceptar dinero.

### Renuncia

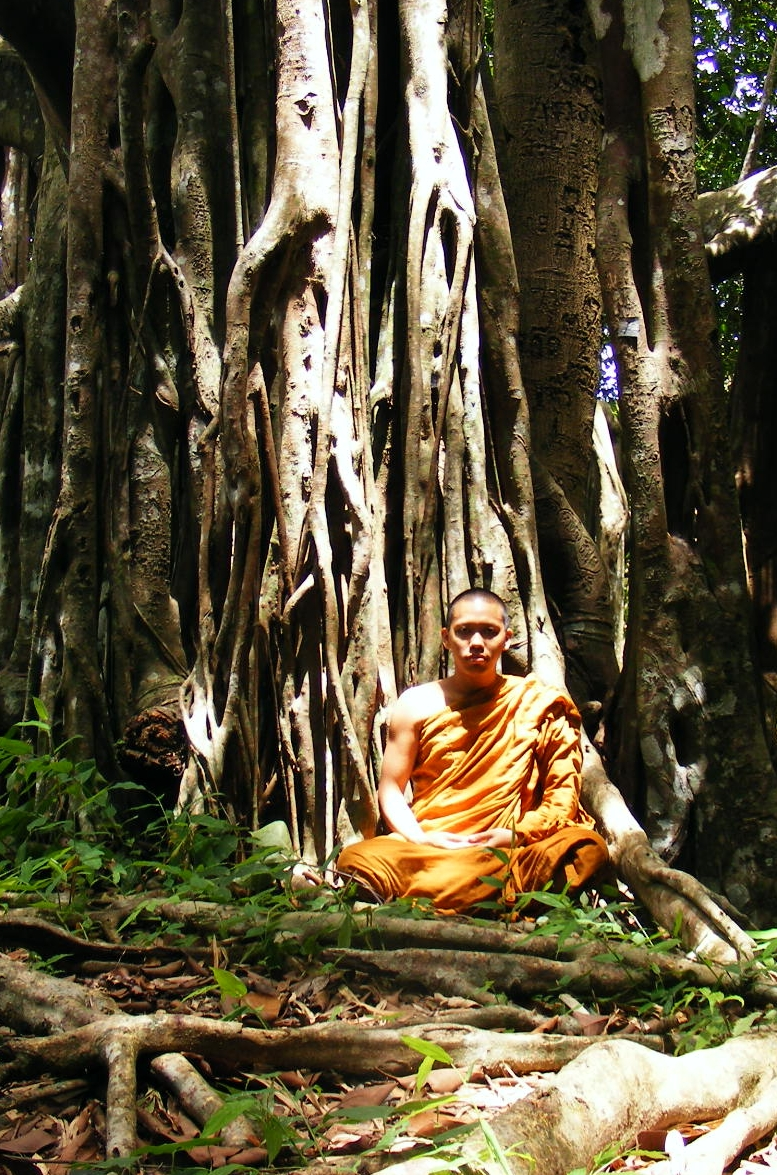
Vivir bajo un árbol (trukkhamulik'anga) es uno de los dhutaṅgas, una serie de prácticas ascéticas opcionales para los monjes budistas.

Otra práctica importante enseñada por el Buda es la restricción de los sentidos (indriya-samvara). En los diversos caminos graduados, esto generalmente se presenta como una práctica que se enseña antes de la meditación formal, y que apoya la meditación al debilitar los deseos sensoriales que son un obstáculo. Según Bhikkhu Anālayo, la restricción de los sentidos es cuando uno "protege las puertas de los sentidos para evitar que las impresiones sensoriales conduzcan a deseos y tristeza". Es una forma de atención consciente hacia las impresiones sensoriales que no se detiene en sus principales características o signos (nimitta). Esto evita que influencias dañinas entren en la mente. Se dice que esta práctica da lugar a una paz y felicidad interna que forma una base para la concentración y la comprensión.
Una virtud y práctica budista relacionada es la renuncia (nekkhamma). En general, se refiere a renunciar a las acciones y deseos que se consideran poco saludables en el camino espiritual, como el deseo por sensualidad y cosas mundanas. La renuncia puede ser cultivada de diferentes maneras. La práctica de donación, por ejemplo, es una forma de cultivar la renuncia. Otro es renunciar a la vida laica y convertirse en monástico. Practicar el celibato (ya sea para la vida como monje o temporalmente) también es una forma de renuncia.
Una forma de cultivar la renuncia enseñada por el Buda es la contemplación (anupassana) de los "peligros" (o "consecuencias negativas") del placer sensual (kāmānaṃ ādīnava). Como parte del discurso graduado, esta contemplación se enseña después de la práctica de donación y la ética.
Otra práctica relacionada con la renuncia y la moderación sensorial enseñada por el Buda es la "moderación al comer", lo que para los monjes generalmente significa no comer después del mediodía. Los laicos devotos también siguen esta regla durante los días especiales de observancia religiosa (uposatha). Observar el Uposatha también incluye otras prácticas relacionadas con la renuncia, principalmente los ocho preceptos.
Para los monjes budistas, la renuncia también se puede entrenar a través de varias prácticas ascéticas opcionales llamadas dhutaṅga.

### Atención plena y comprensión clara
La formación de la facultad llamada "atención plena" (Pali: sati, sánscrito: smṛti, que significa literalmente "recordar, memoria") es fundamental en el budismo. Según Bhikkhu Analayo, la atención plena es una plena conciencia del momento presente que mejora y fortalece la memoria. El filósofo budista indio Asanga definió la atención plena de la siguiente manera: "Significa que la mente no olvida el objeto experimentado. Su función es la no distracción". Según Rupert Gethin, sati también es "una conciencia de las relaciones entre las cosas y, por lo tanto, una conciencia del valor relativo de cada fenómeno".
Existen diferentes prácticas y ejercicios para entrenar la atención plena en los primeros discursos, como los cuatro Satipaṭṭhānas (sánscrito: smṛtyupasthāna, "establecimientos de atención plena") y Ānāpānasati (sánscrito: ānāpānasmṛti, "atención plena de la respiración").
Una facultad mental relacionada, que a menudo se menciona al lado de la atención plena, es sampajañña ("comprensión clara"). Esta facultad es la capacidad de comprender lo que uno está haciendo y lo que está sucediendo en la mente, y si la mente está siendo influenciada por estados no saludables o saludables.

### Meditación budista

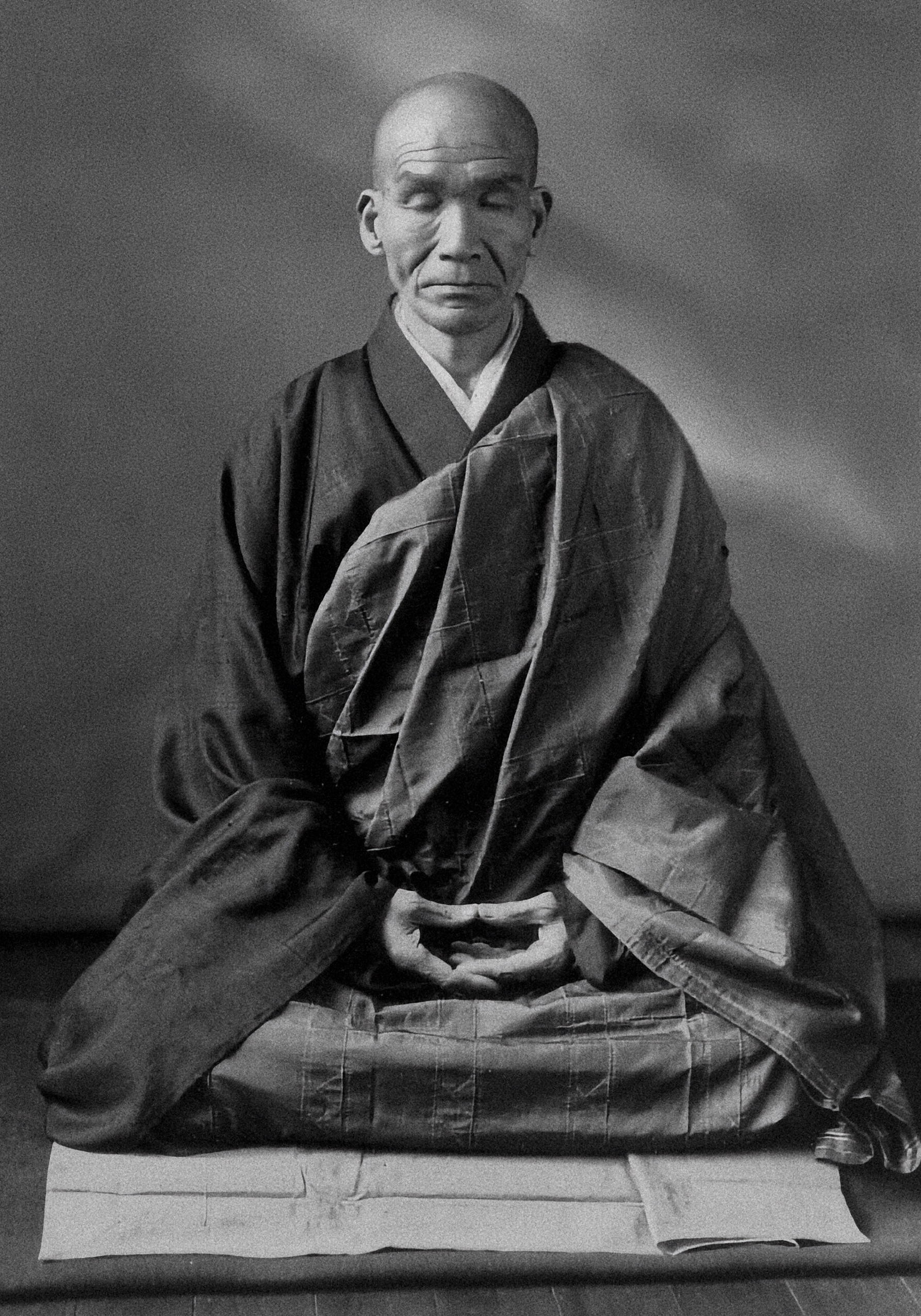
El maestro zen Kōdō Sawaki practicando zazen ("dhyana sentado").

La meditación (citta-bhavana, "cultivo de la mente") es una parte importante de la práctica budista. Hay muchas y variadas técnicas de meditación budista dependiendo de cada tradición y escuela, si bien todas se basan en dos componentes llamados samatha (calma mental, tranquilidad) y vipassana (conocimiento directo, intuición). En el núcleo central de toda meditación budista hay una observación tranquila y atenta de los procesos y fenómenos de la experiencia. En los primeros textos, citta-bhavana se refiere principalmente al logro de "samādhi" (unificación mental) y la práctica de dhyāna (Pali: jhāna).
Samādhi es un estado de conciencia tranquilo, sin distracciones, unificado y concentrado. Asanga lo define como "un enfoque mental sobre el objeto investigado. Su función es ser una base para el conocimiento (jñāna)".
Dhyāna es "un estado de perfecta ecuanimidad y conciencia plena (upekkhā-sati-parisuddhi)", alcanzado a través del entrenamiento mental.
En la meditación budista se enseñan varios temas o enfoques, como la respiración, el cuerpo físico, las sensaciones agradables y desagradables y la mente misma.
La evidencia más temprana de la meditación india se encuentra en el Rigveda. Las metodologías meditativas encontradas en los textos budistas son algunas de las primeras descripciones que han sobrevivido a la era moderna. Es probable que estas metodologías incorporen lo que existía antes del Buda. No existe un acuerdo académico sobre el origen de la práctica de dhyāna. Algunos eruditos, como Bronkhorst, ven a los cuatro dhyānas como un invento budista. Alexander Wynne argumenta que el Buda aprendió dhyāna de los maestros brahmánicos.
En cualquier caso, el Buda enseñó meditación con un nuevo enfoque y una teoría única de la liberación que integró los cuatro dhyanas con la atención plena y otras prácticas. La discusión budista sobre la meditación no tiene el concepto de un atman (un yo eterno o alma), y critica tanto la meditación excesivamente ascética del jainismo como las meditaciones hindúes que buscan acceder a un Ser eterno y universal.

#### Los cuatrojhānas

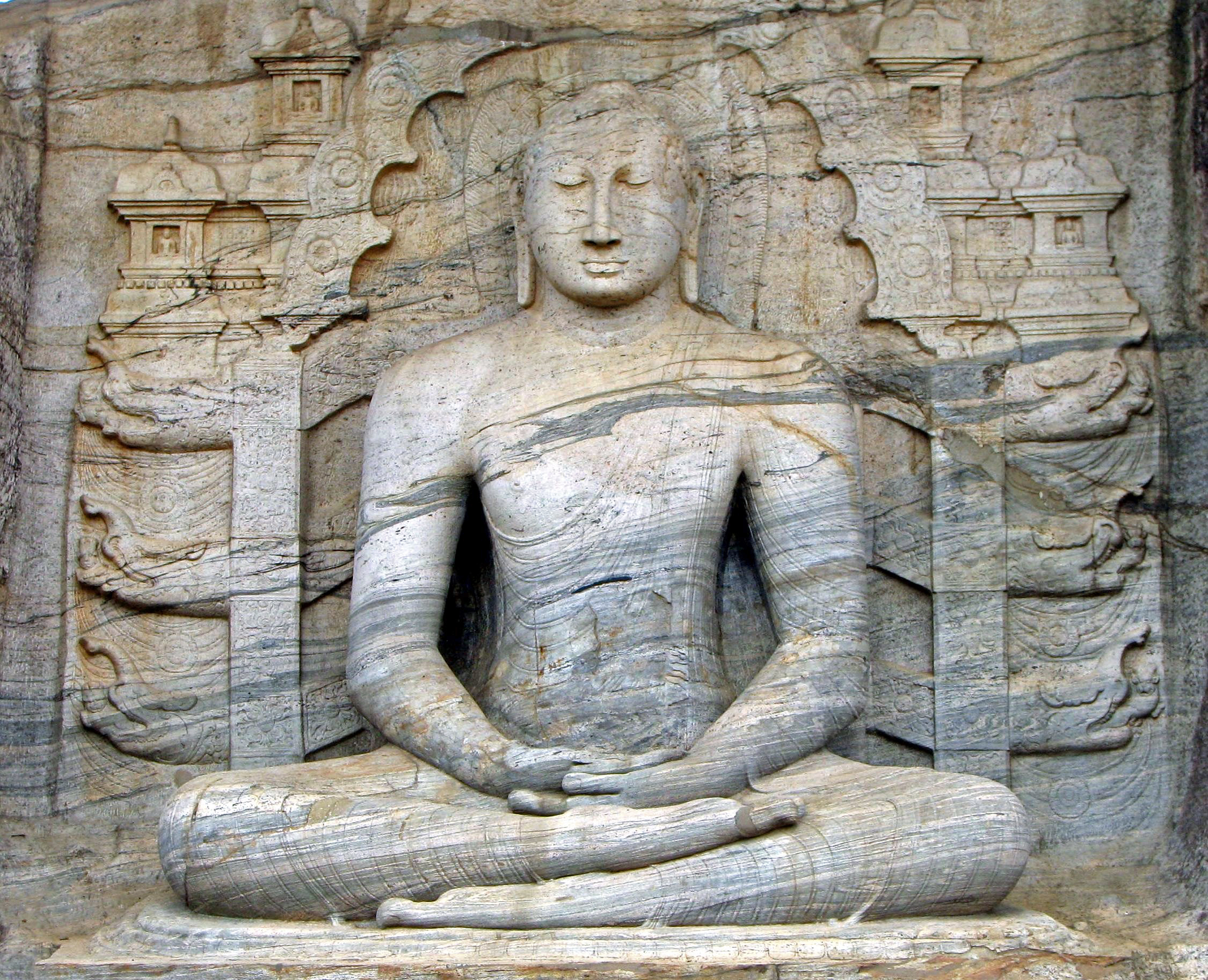
Buda Meditando, Gal Viharaya, Polonnawura, Sri Lanka.

Los textos budistas enseñan varios esquemas de meditación. Una de las más destacadas es la de los cuatro "rupa-jhānas" (cuatro meditaciones en el ámbito de la forma), que son "etapas de concentración progresivamente más profundas". Según Gethin, son estados de "perfecta atención, quietud y lucidez". Se describen en el Canon Pali como estados pacíficos de plena conciencia sin ningún deseo. En los primeros textos, se representa al Buda entrando en jhāna tanto antes de su despertar bajo el árbol bodhi como también antes de su nirvana final (ver: Mahāsaccaka-sutta y Mahāparinibbāṇa Sutta).
Las cuatro rupa-jhānas son:
1. Primer jhāna: el primer jhāna se puede ingresar cuando uno está apartado de la sensualidad y las cualidades no saludables, debido a la reclusión y el esfuerzo correcto. Hay pīti ("éxtasis") y sukha ("placer") no sensual como resultado de la reclusión, mientras que vitarka-vicara (pensamiento y examinacion) continúa.
2. Segundo jhāna: hay pīti ("éxtasis") y sukha ("placer") no sensual como resultado de la concentración (samadhi-ji, "nacido de samadhi"); hay ekaggata (unificación de la conciencia) libre de vitarka-vicara (o "pensamiento discursivo"); y hay sampasadana ("tranquilidad interior").
3. Tercer jhāna: pīti se aleja, hay upekkhā (ecuánime; "desapego afectivo"), y uno está atento, alerta y siente placer (sukha) con el cuerpo;
4. Cuarto jhāna: una etapa de "pura ecuanimidad y atención plena" (upekkhāsatipārisuddhi), sin ningún placer o dolor, felicidad o tristeza.

Existe una amplia variedad de opiniones académicas (tanto de eruditos modernos como de budistas tradicionales) sobre la interpretación de estos estados meditativos, así como opiniones variadas sobre cómo practicarlos.

#### Los logros sin forma
Hay otros cuatro estados meditativos, referidos en los primeros textos como "arupa samāpattis" (los logros sin forma). Son vistos como formas de conciencia más elevadas y refinadas. A menudo son agrupados en el esquema de los jhānas. También se llaman jhānas inmateriales (arūpajhānas) en los comentarios. El primer logro sin forma es un lugar o reino de espacio infinito (ākāsānañcāyatana) sin forma. El segundo se denomina reino de la conciencia infinita (viññāṇañcāyatana); el tercero es el reino de la nada (ākiñcaññāyatana), mientras que el cuarto es el reino de "ni percepción ni no percepción".

#### Meditación y la visión clara

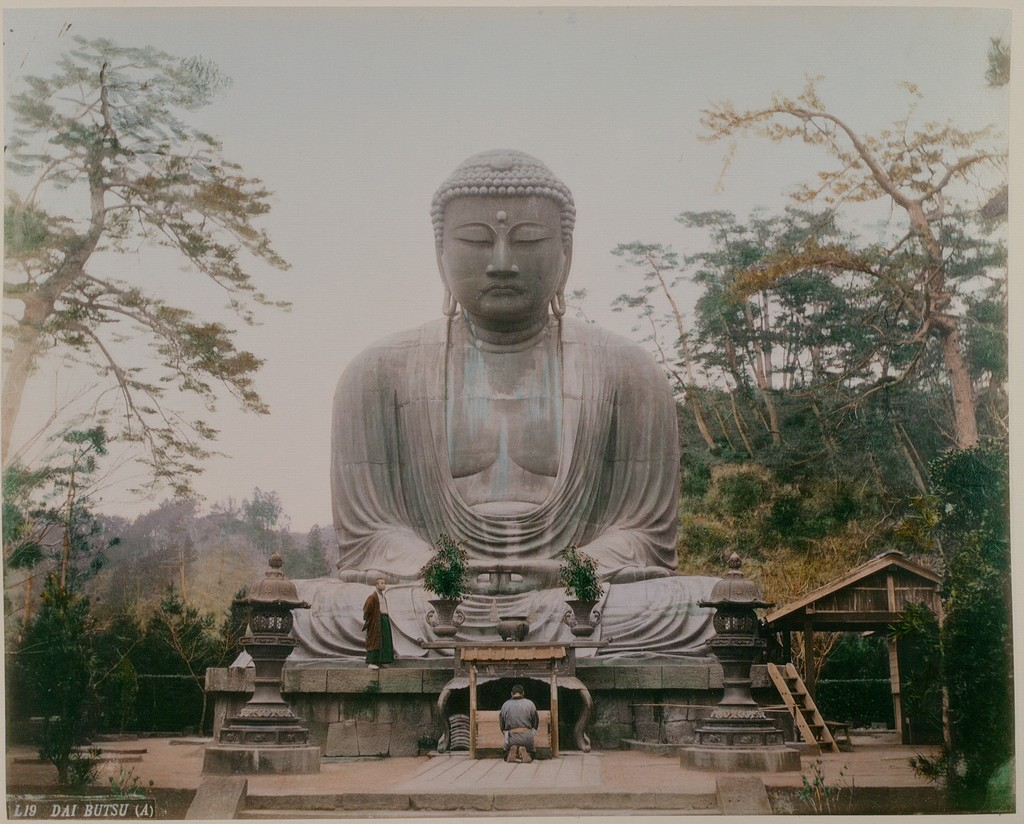
Kamakura Daibutsu, Kōtoku-in, Kamakura, Japón.

En el canon Pali, el Buda describe dos cualidades meditativas que se apoyan mutuamente: śamatha ("calma") y vipassanā (sánscrito: vipaśyanā, visión clara o visión penetrante). El Buda compara estas cualidades mentales con un "par de mensajeros rápidos" que ayudan a transmitir el mensaje de nibbana (en SN 35.245).
Las diversas tradiciones budistas generalmente ven la meditación budista como dividida en estas dos formas principales. Samatha también se llama "meditación calmante", y se enfoca en calmar y concentrar la mente, es decir, desarrollar samadhi y los cuatro dhyānas. Según Damien Keown, vipassanā, mientras tanto, se centra en "la generación de una visión penetrante y crítica (paññā)".
Existen numerosas posiciones doctrinales y desacuerdos dentro de las diferentes tradiciones budistas con respecto a estas cualidades o formas de meditación. Por ejemplo, en el Sutta de los "cuatro formas de convertirse en un arhat" (AN 4.170), se dice que uno puede desarrollar calma y luego vipassana, o vipassana y luego calma, o ambas cualidades al mismo tiempo. Mientras tanto, en el Abhidharmakośakārikā de Vasubandhu, se dice que uno tiene que practicar samatha y alcanzar samadhi primero y luego vipaśyanā se practica con los cuatro fundamentos de la atención plena (smṛtyupasthānas).
Comenzando con los comentarios del indologo Luis de La Vallée-Poussin, una serie de estudiosos han argumentado que estos dos tipos de meditación reflejan una tensión entre dos tradiciones budistas antiguas diferentes con respecto al uso de dhyāna. Una que se centró en la práctica de vipassana y la otra que se centró exclusivamente en dhyāna. Sin embargo, otros eruditos como Analayo y Rupert Gethin no están de acuerdo con esta tesis de "dos caminos", en cambio ven ambas prácticas como complementarias.

#### Brahma-viharas

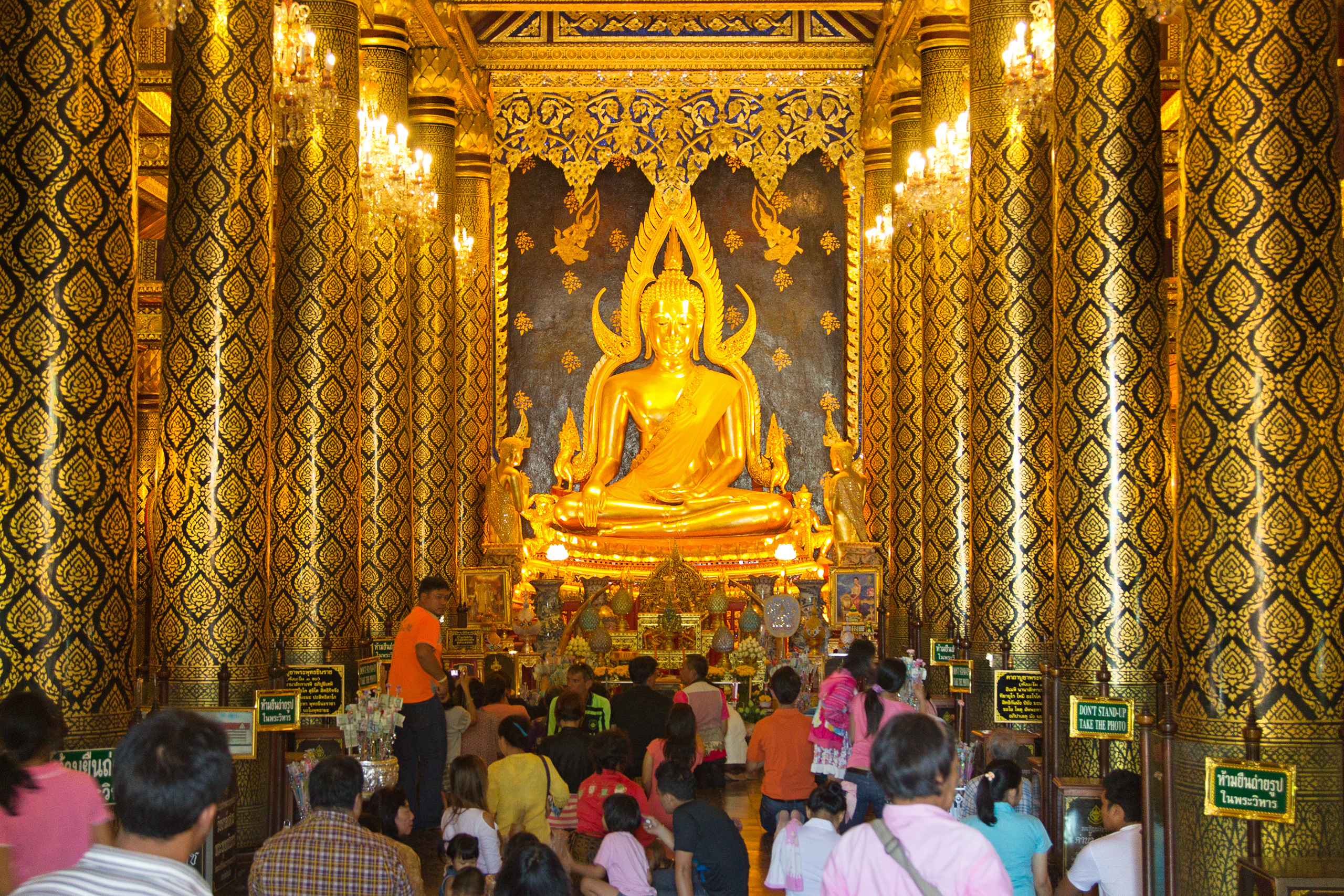
Estatua del Buda en Wat Phra Si Rattana Mahathat, Phitsanulok, Tailandia.

Los cuatro estados inconmensurables (Sct: apramāṇa, Pāli: appamaññā) o las cuatro viviendas celestiales (Brahma-viharas) son virtudes o temas para la meditación budista. Ayudan a una persona a renacer en el reino celestial (Brahma) y también a cultivar samadhi.
Los cuatro Brahma-vihara son:
1. La bondad amorosa (Pāli: mettā, sánscrito: maitrī) es buena voluntad o amistad hacia todos
2. La compasión (pāli y sánscrito: karuṇā) es desear el fin del sufrimiento de los demás.
3. Alegría empática (pāli y sánscrito: muditā): es el sentimiento de alegría porque otros son felices, incluso si uno no contribuyó a ello; es una forma de alegría comprensiva.
4. Ecuanimidad (Pāli: upekkhā, sánscrito: upekṣā): una serenidad imparcial.

Según Peter Harvey, las escrituras budistas reconocen que las cuatro prácticas de meditación Brahmavihara "no se originaron dentro de la tradición budista".

### Prajñā

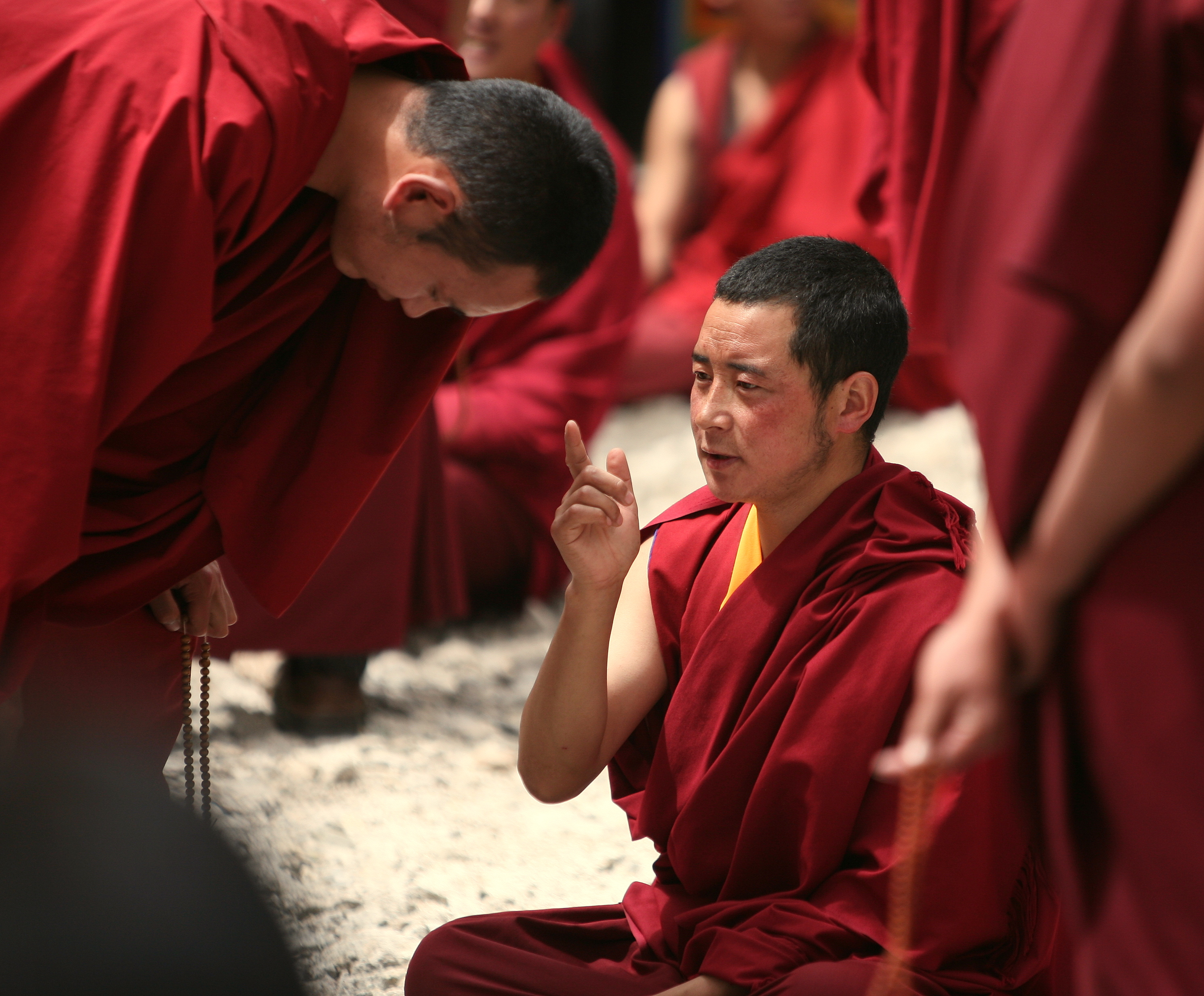
Monjes debatiendo en el Monasterio Sera, Tíbet. En la tradición indo-tibetana, el debate se ve como una forma de aumentar la sabiduría.

Prajñā (sánscrito) o paññā (Pāli) es sabiduría o conocimiento trascendental de la verdadera naturaleza de la existencia. Otro término que está asociado con prajñā y que a veces es equivalente a él es vipassanā (Pāli) o vipaśyanā (sánscrito), que significa "visión especial o vista clara". En los textos budistas, a menudo se dice que la facultad de vipassana se cultiva a través de los cuatro establecimientos de atención plena.
En los primeros textos, paññā se incluye como una de las "cinco facultades" (indriya) que se enumeran comúnmente como elementos espirituales importantes para ser cultivados (ver, por ejemplo: AN I 16). Paññā junto con samadhi, también figura como uno de los "entrenamientos en los estados mentales superiores" (adhicitta-sikkha).
La tradición budista considera la ignorancia (avidyā), la incomprensión o la percepción errónea de la naturaleza de la realidad, como una de las causas básicas de dukkha. Superar esta ignorancia es parte del camino hacia el despertar. Esto incluye la contemplación de la impermanencia y la verdad del "no-yo" (anatta), que desarrolla al desapego y libera a un ser de dukkha y saṃsāra.
Prajñā es importante en todas las tradiciones budistas. Se describe de diversas maneras como sabiduría con respecto a la naturaleza no permanente de los dharmas (fenómenos), conocimiento sobre la cualidad de "no-yo", la vaciedad, el funcionamiento del karma y el renacimiento, y el conocimiento de la originación dependiente. Del mismo modo, vipaśyanā se describe de manera similar, como en el texto Theravada lammado Paṭisambhidāmagga, donde se dice que es la contemplación de las cosas como impermanentes, insatisfactorias y no-yo.
Algunos estudiosos como Bronkhorst y Vetter han argumentado que la idea de que vipassana conduce a la liberación fue un desarrollo posterior en el budismo y que hay inconsistencias con la presentación budista temprana de samadhi y vipassana. Sin embargo, otros como Collett Cox y Damien Keown han argumentado que vipassana es un aspecto clave del proceso de liberación budista, que coopera con el samadhi para eliminar los obstáculos a la iluminación (es decir, los āsavas).
En el budismo Theravāda, el enfoque de la meditación vipassana es saber de forma continua y completa cómo los fenómenos (dhammas) son impermanentes (annica), no-yo (anatta) y dukkha. El método más utilizado en el Theravāda moderno para la práctica de vipassanā es el que se encuentra en el Satipatthana Sutta. Hay cierto desacuerdo en Theravāda con respecto a samatha y vipassanā. Algunos en el Movimiento Vipassana enfatizan fuertemente la práctica de vipassana sobre samatha, y otros no están de acuerdo con esto.
En el budismo Mahāyāna, también se enseña y practica el desarrollo de la comprensión (vipaśyanā) y la tranquilidad (śamatha). Las diferentes escuelas del budismo Mahāyāna tienen un gran repertorio de técnicas de meditación para cultivar estas cualidades. Estos incluyen la visualización de varios budas y mandalas, la recitación del nombre de un buda y la recitación de mantras y dharanis tántricos. Vipaśyanā en el budismo Mahāyāna también incluye obtener una comprensión directa de ciertos puntos de vista filosóficos, como la visión de la vaciedad y la visión Yogacara de "solo conciencia". Esto se puede ver en textos de meditación como el Bhāvanākrama de Kamalaśīla ("Etapas de meditación", siglo IX), que enseña una forma de vipaśyanā basada en la filosofía de Yogācāra-Madhyamaka.

## El budismo en el mundo

### Tradiciones y escuelas budistas

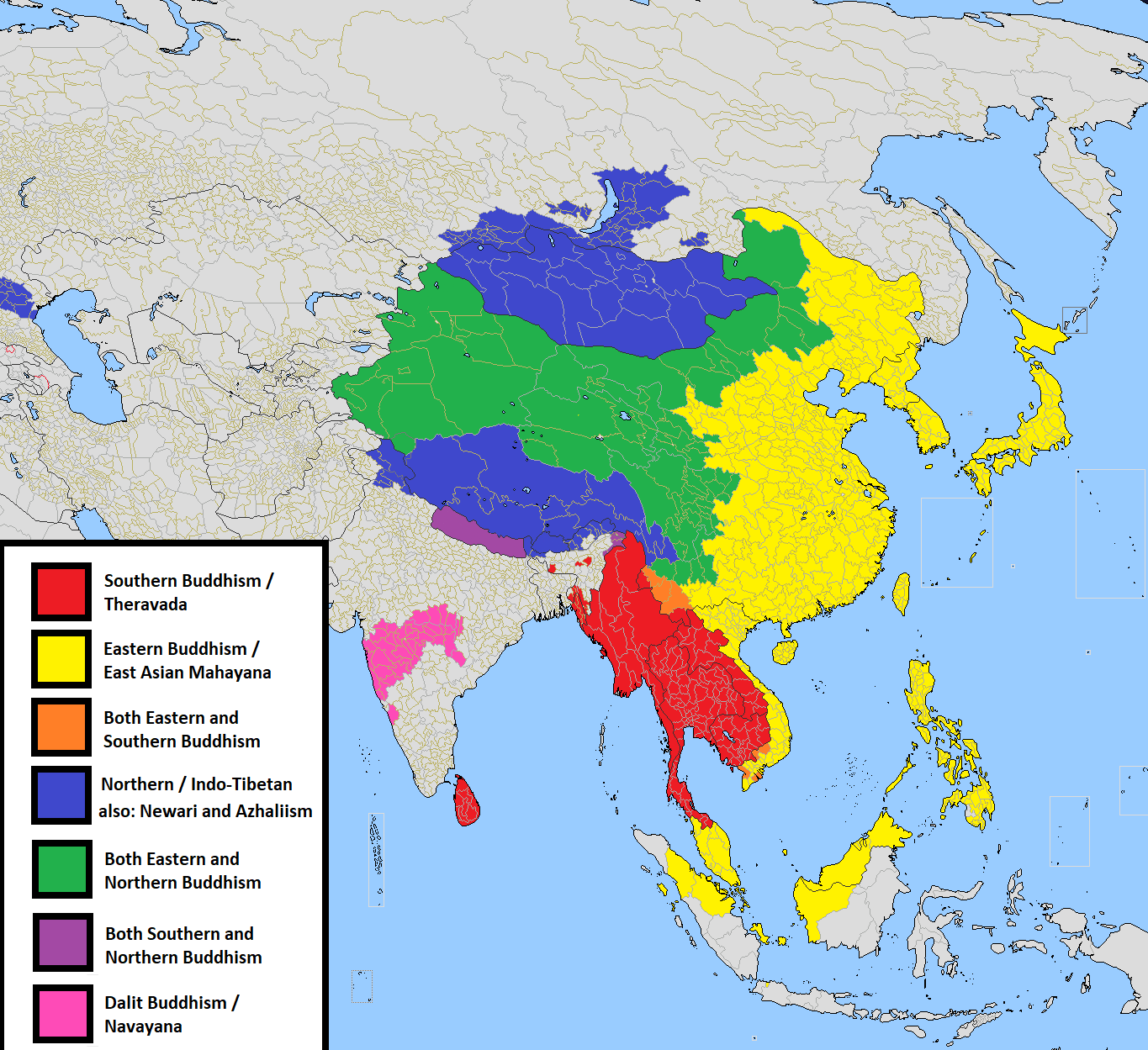
Mapa en color que muestra la distribución de las principales tradiciones budistas. Clave: Amarillo: Budismo de Asia Oriental, Rojo: Theravada, Azul: Budismo Indotibetano ("del Norte"), Verde: mezcla de Asia Oriental e Indotibetano, Naranja: Tanto Theravada como Budismo Oriental, Morado: Vajrayana nepalí, Rosa: Budismo de Ambedkar o budismo dalit.

El budismo no está sistematizado en una organización jerárquica vertical. La autoridad religiosa descansa en los textos sagrados: los Sutras, que son discursos del Buda Gautama y sus discípulos. Además de eso, hay un numeroso material de interpretación en el que contribuyen maestros y personajes a través de la historia que los han comentado y analizado.
Un esquema común utilizado por los estudiosos se centra en tres formas geográficas o culturales:
- theravāda, o "budismo del sur", "budismo del sur de Asia", la forma de budismo dominante en Sri Lanka, Birmania, Tailandia y Laos.
- budismo de Asia oriental o simplemente "budismo oriental". una forma de Mahāyāna que incluye diversas tradiciones nacionales como budismo chino, budismo japonés, budismo coreano y budismo vietnamita.
- budismo indotibetano (o "budismo del norte"), que se refiere a una forma de budismo Vajrayana común en Tíbet, Nepal, Mongolia y Bután.

La comunidad monástica se organiza históricamente por líneas de transmisión en el tiempo y en algunas escuelas las cadenas de relaciones entre maestros y discípulos son centrales. Los laicos tienen distinto papel dependiendo de las dos grandes ramas, Theravāda (‘escuela de los ancianos’) y Mahāyāna (‘gran vehículo’). En el budismo Mahayana, la vida laica se considera tan útil para alcanzar el Nirvana como la vida monástica, mientras que en el Theravada se da un énfasis a la vida monástica. Otra clasificación muy común es identificar una tercera rama; el Vajrayāna (o Tántrico), que se puede considerar una parte o una división del Mahayana.
Esta organización descentralizada ha permitido una enorme flexibilidad de puntos de vista, variaciones y enfoques. Las variantes de budismo se dieron por divisiones en el tiempo de puntos de discusión doctrinales, como a su vez, por distintos contextos sociales y geográficos, como un árbol ramificado.

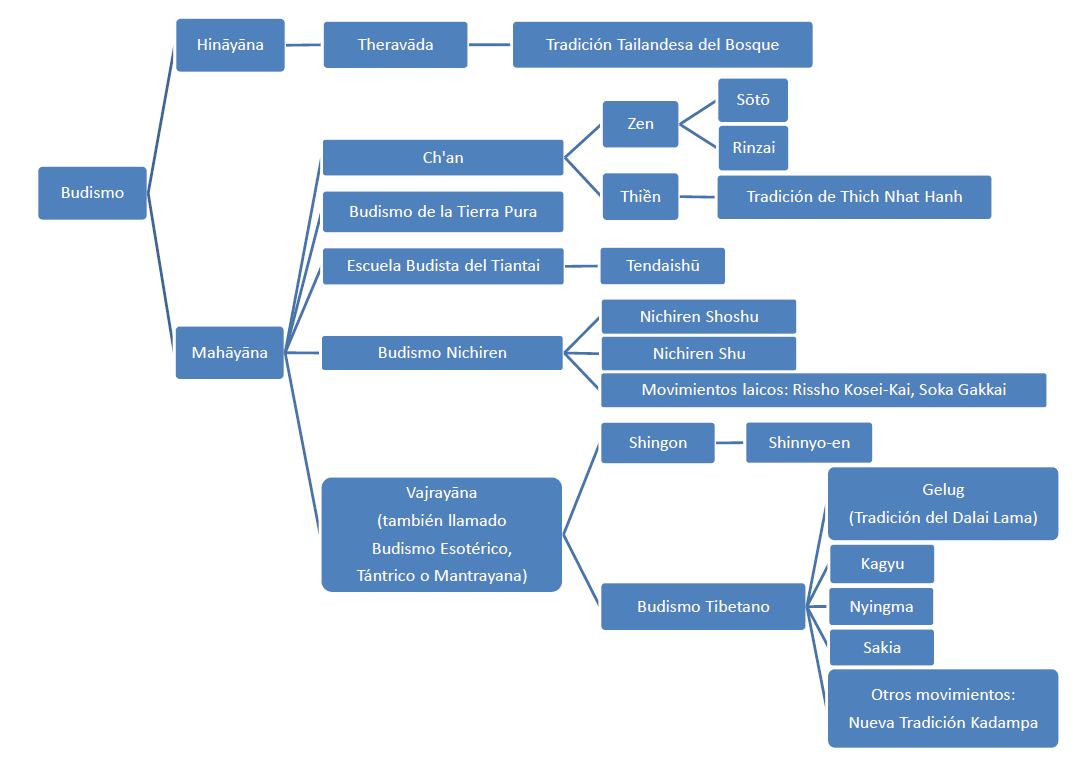
Principales escuelas budistas

### Cantidad de budistas en el mundo

Población budista. Con datos de Pew Research Center

Estatua del Buda gigante de Kamakura. Japón

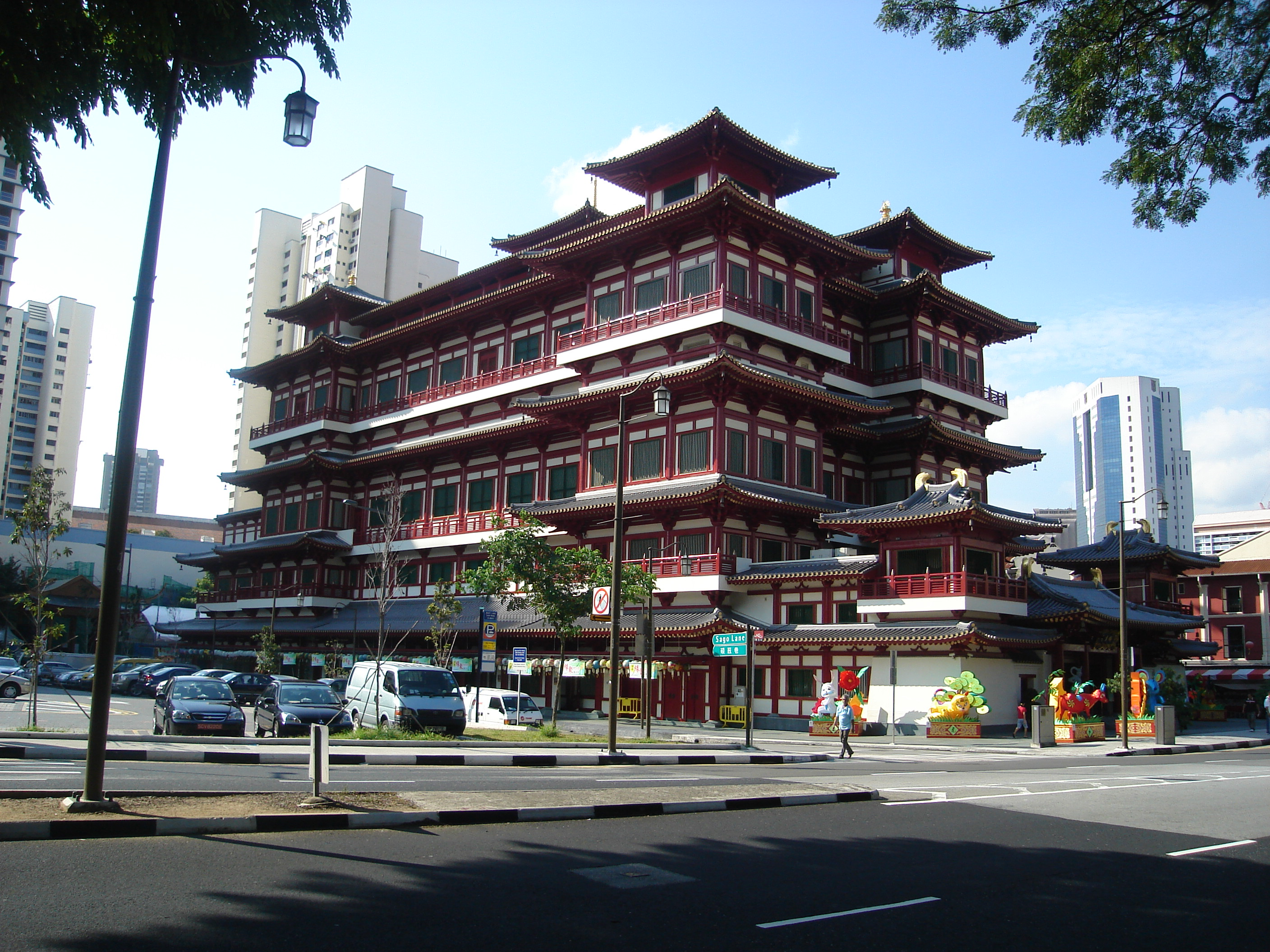
Templo budista en Singapur

En general, el budismo se fue implantando en muchos países sin entrar en conflicto directo con las religiones autóctonas, sino en muchos casos, intercambiando influencias. A diferencia de otras religiones, el budismo no conoce la noción de guerra santa, la conversión forzada, ni tampoco considera la noción de herejía como algo siempre pernicioso. Aunque han existido algunos episodios históricos de enfrentamientos violentos por cuestiones de doctrina o de acoso a personajes disidentes o algunas minorías, estos son excepcionales para una religión que se convirtió en la mayoritaria de Asia Oriental durante un recorrido histórico de 2500 años. La pluralidad de enfoques y la aceptación de distintos puntos de vista doctrinales ha sido históricamente algo compartido y aceptado en la comunidad budista, lo que ha dado lugar a una enorme cantidad de literatura religiosa y filosófica.
Las estimaciones sobre el número de budistas en el mundo varían significativamente, según diferentes fuentes disponibles, siendo las más modestas entre los 200 y los 330 millones de seguidores. La página web budista Buddhanet considera que los 350 millones podría ser la cifra más consensuada, la cual no incluye a las personas que solo simpatizan con el budismo o que siguen el budismo al lado de otra religión como el taoísmo, el sintoísmo o el cristianismo, algo que no es poco común. La página web Adherentes.com establece el número de budistas en 375 millones (6 % de la población mundial). En cualquiera de estas mediciones el budismo es la cuarta religión más grande del mundo después del cristianismo, el islam y el hinduismo, seguida por la religión tradicional china. Otros cálculos menos moderados elevan la cantidad de budistas a 500 millones, pero el número exacto en general es incierto y difícil de definir por las características propias del budismo y los países por donde se ha extendido.
En cualquier caso, esto significa que el budismo es de las mayores religiones de la humanidad en número de seguidores. Estas cifras han aumentado considerablemente tras las recogidas en el siglo XX, sobre todo porque en países como China empiezan a aparecer los datos tras su apertura política. Asimismo, en India se han dado conversiones masivas al budismo de cientos de miles de personas pertenecientes a la casta de los intocables (dalits), debido al trato que les da la religión hindú.
La mayor parte de los budistas están en Asia. Para obtener una cifra mundial más exacta, la principal dificultad es dar una cifra sobre China. El budismo posee un importante arraigo histórico en ese país, sin embargo, es oficialmente un país ateo, en el que además se practica una religión popular tradicional muy heterogénea y sincretista que, entre otros, incluye elementos budistas, que con frecuencia se lista por separado.
En los países de Occidente el número de budistas ha crecido significativamente desde los años 1960. En Europa Occidental cuenta con 20 millones de seguidores y conforma hoy el 5 % de la población. En Estados Unidos el budismo tiene una gran implantación, con unos cuatro millones de seguidores.

### Estudios y educación
En el ámbito educativo, el budismo se estudia como especialidad en algunos de los principales centros universitarios occidentales. Algunas de las universidades más prestigiosas (Oxford, Harvard, Lausana, Berkeley, Salamanca, Milán) tienen una sección de estudios de religiones y lenguas orientales con especialidad sobre budismo. Asimismo, en los países donde el budismo representa una mayoría o porcentaje significativo, existen centros de educación superior dedicado al estudio y formación en el budismo, tales como: el Institute of Buddhist Studies en California, la Dongguk University en Corea del Sur, la Bukkyo University y la Universidad de Sōka, ambas en Japón, el International Buddhist College en Tailandia y la Universidad de Sri Jayewardenepura en Sri Lanka, entre muchas otras instituciones.

## Textos budistas

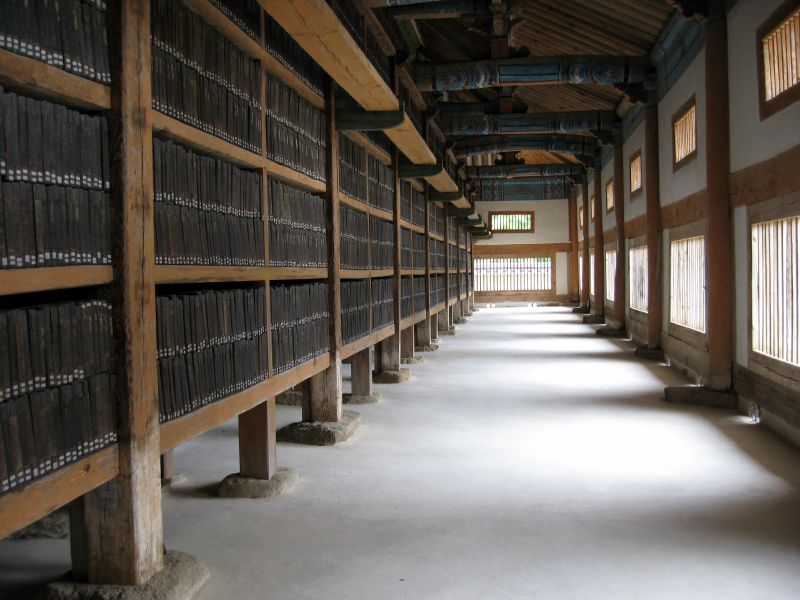
Bloques de impresión del Tripitaka Coreana, una edición del canon budista chino.

El budismo, como todas las religiones indias, era una tradición oral en la Antigüedad. Las palabras del Buda, las primeras doctrinas, conceptos y las interpretaciones fueron transmitidas de generación en generación por el boca a boca en los monasterios y no a través de textos escritos. Los primeros textos canónicos budistas probablemente fueron escritos en Sri Lanka, unos 400 años después de la muerte de Buda. Los textos fueron parte de los Tripitakas y muchas versiones aparecieron a partir de entonces afirmando ser las palabras del Buda. Los textos académicos de comentarios budistas, con autores nombrados, aparecieron en la India, alrededor del siglo II EC. Estos textos fueron escritos en pali o en sánscrito, a veces en idiomas regionales, como manuscritos de hojas de palma, corteza de abedul, rollos pintados, tallados en las paredes de los templos, y más tarde en papel.
A diferencia de lo que la Biblia es para el cristianismo y el Corán es para el islam, pero como todas las principales religiones indias antiguas, no hay consenso entre las diferentes tradiciones budistas en cuanto a lo que constituye las escrituras o un canon común en el budismo. La creencia general entre los budistas es que el corpus canónico es vasto. Este corpus incluye los antiguos Sutras organizados en Nikayas, la misma parte de tres canastas de textos llamadas Tripitakas. Cada tradición budista tiene su propia colección de textos, gran parte de los cuales es la traducción de antiguos textos budistas pali y sánscrito de la India.
En el budismo Theravada, la colección estándar de textos sagrados es el Canon Pali. El Pāli Tipitaka, que significa "tres cestas", se refiere al Vinaya Pitaka, el Sutta Pitaka y el Abhidhamma Pitaka. Estos constituyen las obras canónicas completas más antiguas en una lengua indoaria del budismo. El Vinaya Pitaka contiene reglas disciplinarias para los monasterios budistas. El Sutta Pitaka contiene palabras atribuidas al Buda. El Abhidhamma Pitaka contiene exposiciones y comentarios sobre el Sutta, y estos varían significativamente entre las escuelas budistas.
El canon budista chino incluye 2184 textos en 55 volúmenes, mientras que el canon tibetano comprende 1.108 textos -todos ellos afirmados por el Buda- y otros 3461 compuestos por eruditos indios venerados en la tradición tibetana. La historia textual budista ha sido vasta; más de 40,000 manuscritos, en su mayoría budistas, algunos no budistas, fueron descubiertos en 1900 solo en la cueva de Dunhuang en China.

## Críticas al budismo
La crítica al budismo, al igual que la crítica a la religión en general, puede encontrarse en quienes están en desacuerdo con las afirmaciones de preguntas, creencias u otros factores de diversas escuelas budistas. Algunas denominaciones budistas, muchos países predominantemente budistas y los líderes budistas han sido criticados de una manera u otra.[cita requerida] Fuentes de crítica pueden venir a partir de ejemplos como los agnósticos, los escépticos, la filosofía antirreligiosa, los partidarios de otras religiones (como el hinduismo) o por los budistas que abrazan la reforma o, simplemente, expresan disgusto.[cita requerida]
También se ha criticado el uso que se hace de herramientas budistas como la meditación simplemente para aliviar el estrés que producen dinámicas sociales injustas o incluso como forma de desconectarse del sufrimiento (en vez de acabar con su causa) como el baipás espiritual.[cita requerida]